# Olià
Olià és un poble al Pirineu Català que pertany al municipi de Bellver de Cerdanya, a la comarca de la Cerdanya, partit judicial de la Seu d'Urgell, dins de la província de Lleida a la vegueria de l'Alt Pirineu (Catalunya).
El poble està situat a 5,5 quilòmetres del municipi de Bellver de Cerdanya, 45 quilòmetres de la Seu d'Urgell i a 185 quilòmetres de la ciutat de Lleida.
Forma part de la Batllia, comarca natural pirinenca formada per diversos municipis de la Cerdanya que comprèn la zona on la vall del Segre esdevé de nou ample i planera, va formar part de la sotsvegueria del Baridà. Actualment, la Batllia, comprèn els municipis de Bellver de Cerdanya, Prats i Sansor, Riu de Cerdanya i també moltes entitats de població que formen part d'aquests municipis.
Per mor de l'aïllament no la història del poble no és gaire documentada. Primer s'associa al terme de Santa Eugènia de Nerellà i l'any 1857 passa a formar part del municipi de Bellver de Cerdanya. Al terme hi ha mants edificis d'interès, com ara l'Església de Santa Eugènia de Nerellà, famosa per la inclinació del campanar, conegut com la Torre de Pisa Ceretana. També es conserva l'Estudi, que fou una antiga escola tancada durant la dècada de 1960 arran de la política de concentració escolar promoguda en aquell moment. Des del poble de Nas, situat prop d'Olià, hi ha el Mirador de Nas (1225 m) des d'on es poden veure tota la Cerdanya. Es catalogat com un dels millors i més extraordinaris miradors de la comarca.
Cal ressaltar que tant històricament com encara actualment les entitats d'Olià, Nas i Santa Eugènia de Nerellà, són considerats pobles germans. Santa Eugènia té una església i un cementiri annex. Olià tenia un col·legi anomenat l'Estudi i antigament Nas tenia una petita església anomenada Església de Sant Nazarí que avui dia no existeix, a més a més, celebren conjuntament llur festa major el tercer diumenge d'octubre.

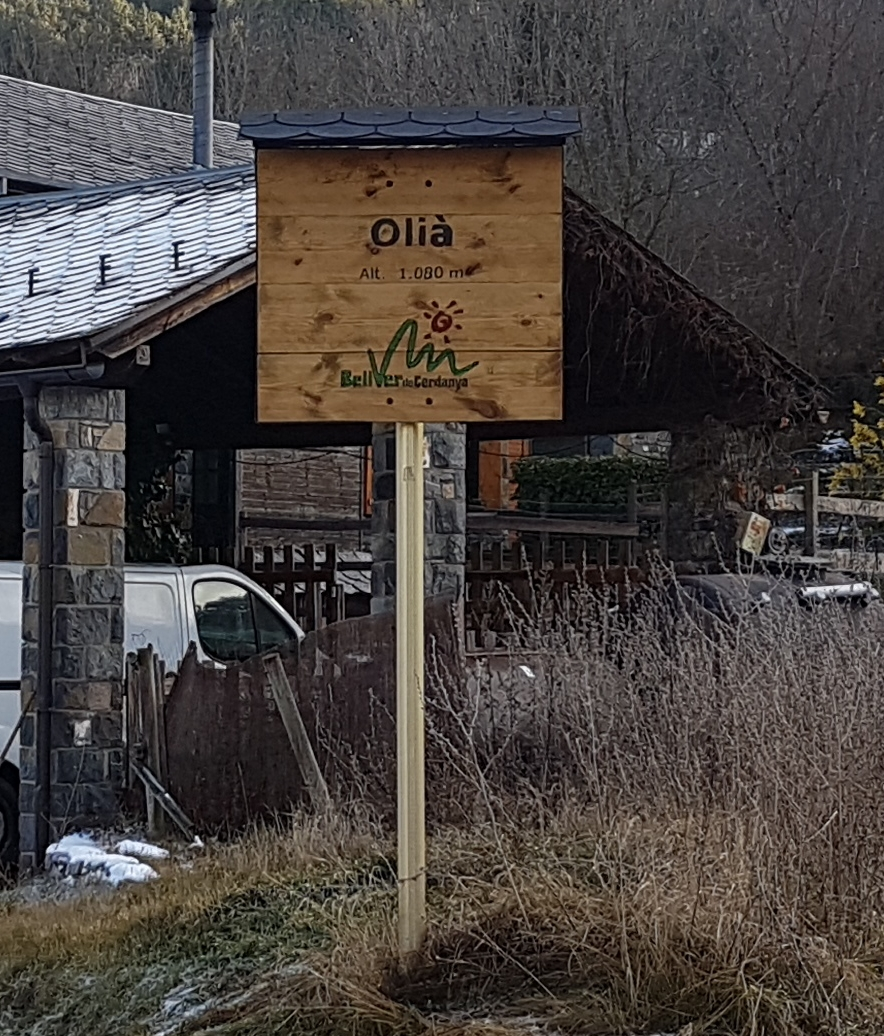
Rètol d'entrada a Olià

## Toponímia
El topònim Olià -Olia al segle xiii- és d'origen llatí i aniria lligat a un gentilici romà –Olius– associat a un «fundus». S'associa a «fundus» perquè el poble està situat al fons d'una vall, vorejat per les muntanyes del Serrat de Nas i el Roc Teixó.
El topònim Olià presenta la terminació -à, comú les zones catalanoparlants, que equival etimològicament i semànticament a la terminació -ano, comú a les penínsules Itàliques i Ibèriques. Les paraules acabades amb -án són comuns a Occitània i Aragó i per acabar, la terminació -ain, comú a Navarra. Aquestes terminacions acompanyen antics antropònims corresponents als romans, en aquest cas a un «AULIUS» o «AULUS»

## Situació

### Localització
Olià està situat a 1080 m d'altitud, al peu del Serrat de Nas i al sud-oest del municipi de Bellver de Cerdanya, entre Pi i Nas.
Està delimitat al nord i al nord-oest pel Parc Natural del Cadí-Moixeró, per on hi passa la ruta GR-150 (Camí dels Bons Homes). A l'oest hi ha un antic caminet anomenat Camí de Bellver. Al sud-oest hi trobem un carrer que duu a la Font d'Olià. Al sud hi ha la Carretera de Santa Eugènia que porta a l'entitat de Santa Eugènia i al municipi de Bellver. Al sud-est hi ha el poble de Santa Eugènia de Nerellà. A l'est hi han les muntanyes del Roc Teixó i del Serrat de Nas, també més a prop hi ha el Bosc del Pla d'Esconsa i finalment al nord-est es troba el poble Nas.
| Parc Natural del Cadí-Moixeró | GR-150    | Nas                                                           |
| Camí Antic de Bellver         |           | Muntanya del Serrat de Nas i Roc Teixó Bosc del Pla d'Esconsa |
| Font d'Olià                   | Carretera | Santa Eugènia de Nerellà                                      |

### Indrets del poble
Per a nombrar els carrers del poble fins llavors sense nom (Barri Únic d'Olià) van consultar la casa Cal Vicenç qui va indicar el nom més convenient per a cada carrer, per exemple, el Carrer de Teixerà va rebre aquest nom perquè duu fins a una zona geogràfica anomenada Teixerà.
L'entrada principal del poble, provinent de Bellver, s'anomena Camí de Santa Eugènia o Carrer del Pedró. Aquest carrer finalitza al centre del poble; a la Plaça d'Olià, què és la principal plaça car que se situa al centre del poble. A la part sud es troba el Camí de Bellver què és l'antiga carretera, actualment però, un caminet.
I per acabar, el Carrer de Teixerà que es una ruta no asfaltada que enllaça Olià amb Pi. Aquesta ruta és coneguda com a GR-150 o Ruta dels Segadors.

### El sòl urbà
El nucli d'Olià és un dels nuclis menys poblats del municipi de Bellver, encara que ha experimentat un creixement de població significatiu entre els anys 2005 i 2013 d'un 50%. El sòl urbà representa una extensió de 26.557 m2, un potencial de 80 habitatges i una densitat de 30,12 hab/ha. El sòl públic representa el 24% del total del sòl urbà consolidat (2% espais lliures, 18% xarxa viària, i 4% d'equipaments) i el sòl privat el 76% restant majoritàriament amb edificació ceretana.
El POUM determina la següent qualificació del sòl urbà d'aprofitament privat: 26% zona d'ordenació tradicional ceretana, 32% de nova ordenació ceretana, 8% de zona d'ordenació ceretana de baixa densitat edificada i 6% pendent d'edificar i un 4% de verd privat. L'edificabilitat total és de 0,63 m2st/m2 sòl i presenta un sostre potencial màxim de 16.802 m².

## Geografia física

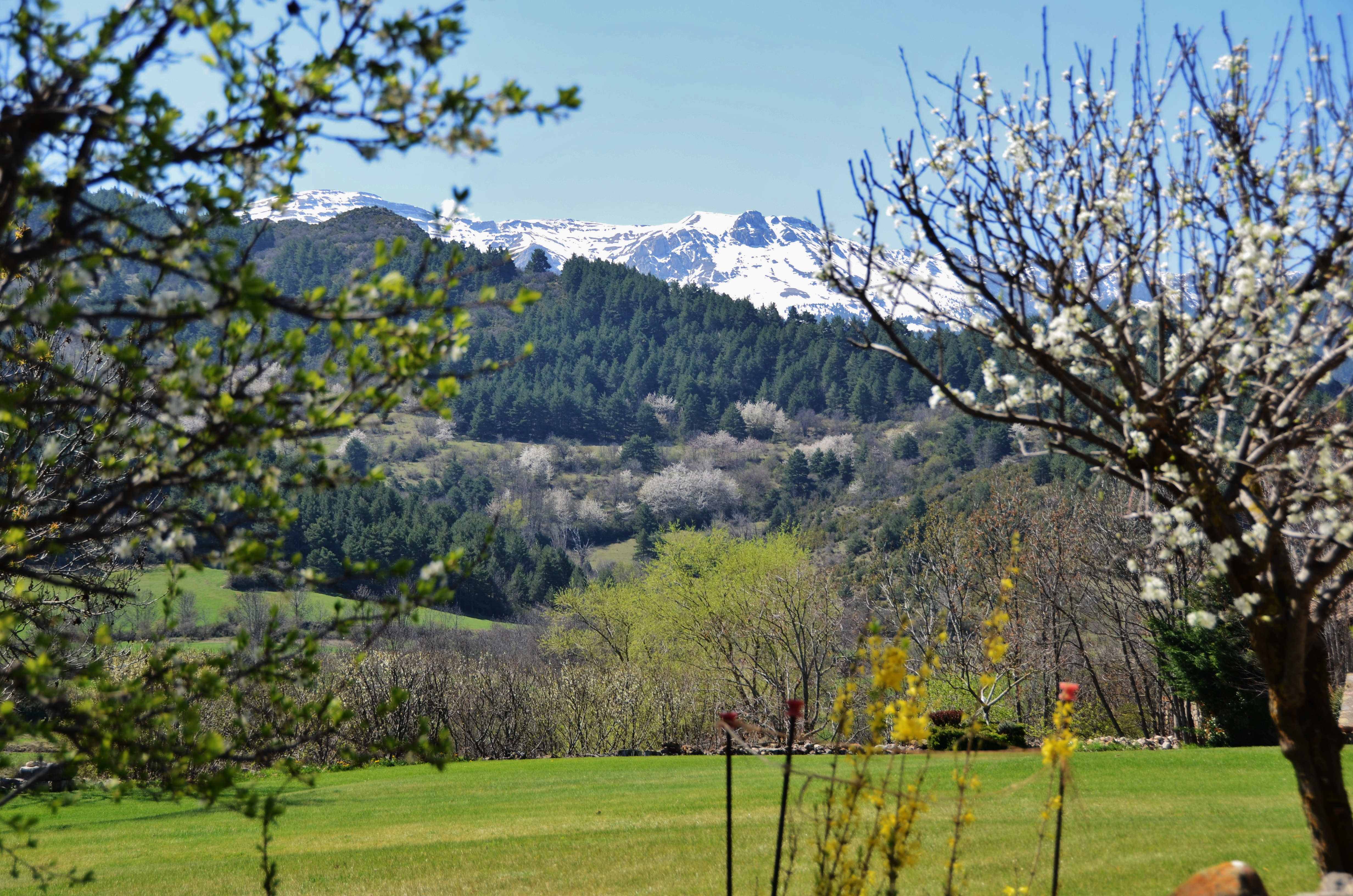
Vegetació als boscos d'Olià

La població està rodejada per boscos espessos de pinedes i freixeres, principalment. I també en menor quantitat per verns, salzes, roures, avellaners, ginebrers, moreres i xops. Així mateix hi han camps de conreu dedicats a l'agricultura.

### Clima
El clima de la comarca és del tipus mediterrani, transformat per la muntanya, per això la major part de la població es concentra a les riberes.
Situat al cor del Pirineu català, manifesta un clima de muntanya, a l'hivern es fan presents les freqüents nevades i també les fortes gelades. Pel que respecta al nucli d'Olià el clima és fred, freqüentment a l'hivern hi han fortes nevades i la temperatura és molt baixa, no oblidem que el poble es troba a 1080 m d'altitud. També són destacables les glaçades a l'hivern, fet que, causa que els camps és cobreixin d'un tel blanc (rosada) de bon matí.
Prova de les fortes nevades que és donen cada hivern a la Cerdanya és que al febrer de 2018 es va produir una de les nevades més abundants dels últims quinze anys al Pirineu català. A la Cerdanya va ésser excepcional, ja que no s'hi veien registres així, en quantitat i extensió, des de 1996. A la Batllia feia deu anys que no veien tanta neu. Es van produir gruixos de neu de més de mig metre, puntualment fregant el metre. Ensenyament informà que 1.000 alumnes no van poder assistir a classe, de fet, la nevada va obligar a suspendre el servei de transport escolar a moltes zones de tota la comarca de la Cerdanya. El temporal també va provocat talls en el subministrament elèctric i milers de veïns de la Cerdanya es van quedar sense llum en diverses poblacions, com Bellver de Cerdanya —i pobles— afectant 2.010 clients. Al final de la nevada es van registrar gruixos de neu al Pirineu entre 40 i 80 cm; localment, prop de 100 cm a les cotes més altes.
De nou, és registraven nevades històriques. I es que la zona de la Batllia rebia la primera nevada d'hivern de l'any 2018. Es va produir durant el cap de setmana dels dies 27 i 28 d'octubre de 2018, quan la temperatura va caure entre cinc i dotze graus i la cota de neu va baixar des de 2.000 fins a 900 metres. A més a més la nevada provocà talls a les carreteres i dificultà les tasques de recerca de dos excursionistes que s'havien perdut des de dissabte.

### Jaciments
S'ha trobat fins a dos afloraments localitzats a la carretera d'Olià cap a de Nas. Tots dos es troben al marge dret, uns 50 m abans de la bifurcació cap a Olià, segons es ve des de la carretera que es dirigeix a Santa Eugènia. (Localització: Latitud: 420 21 '23 "N. Longitud: 10.440 38).
El primer d'ells s'anomena "Olià 1" i es troba en un revolt i es tracta d'un nivell d'argiles d'uns 25-30 cm de gruix. És destacable la presència de restes de petxines de mol·luscs en aquest aflorament. El segon es troba a uns 15 m del primer seguint la carretera cap a Olià. Presenta una formació de sorra de fins a 3,5 m d'alçada i a sostre d'aquestes una capa d'argiles groguenques, d'uns 50 cm de potència. Aquest aflorament es va nomenar com a 'Olià 2 ".
En el camí del Serrat de Nas trobem un conjunt d'afloraments que s'inicien uns 25 m abans d'arribar a Santa Eugènia, i condueix 33 cap a la part més occidental del Serrat de Nas i, posteriorment, segueix el curs del riu cap a Ridolaina. Els afloraments, en concret, se situen a uns 500 m de Santa Eugènia, al marge esquerre d'aquest camí, després de la desviació que condueix a Cal Quela. (Latitud: 420 21 '28 "N. Longitud: 10 43 '39).
Aquests afloraments estan compostos per dipòsits al·luvials. El primer d'ells es troba format a base de lignits que no segueixen una estratificació clara. El segon, distanciat uns 25 m del primer en direcció al Serrat de Nas, està compost per un nivell de sorres d'uns 2 m de potència que es troba per sobre d'una capa de lutites. El tercer jaciment a uns 30 m del segon seguint el camí cap al Serrat de Nas, es troba ensorrat per una potència d'uns 4 metres de sorres amb un nivell d'argiles de color gris.

### Torrent de Carcadés
El riu més proper és el riu Segre. El Torrent de Carcadés o Carcadès és un petit rierol afluent d'aquest, que passa molt a prop del poble. Aquest torrent travessa la Batllia fins al Cadí-Moixeró.

### Roc Teixó
El Roc Teixó és una muntanya situada a la vora del poble d'Olià. A causa d'aquesta muntanya els habitants d'Olià gaudeixen de menys hores de sol a l'hivern. Aquesta muntanya està plena d'arbres, com ara pins i freixes.

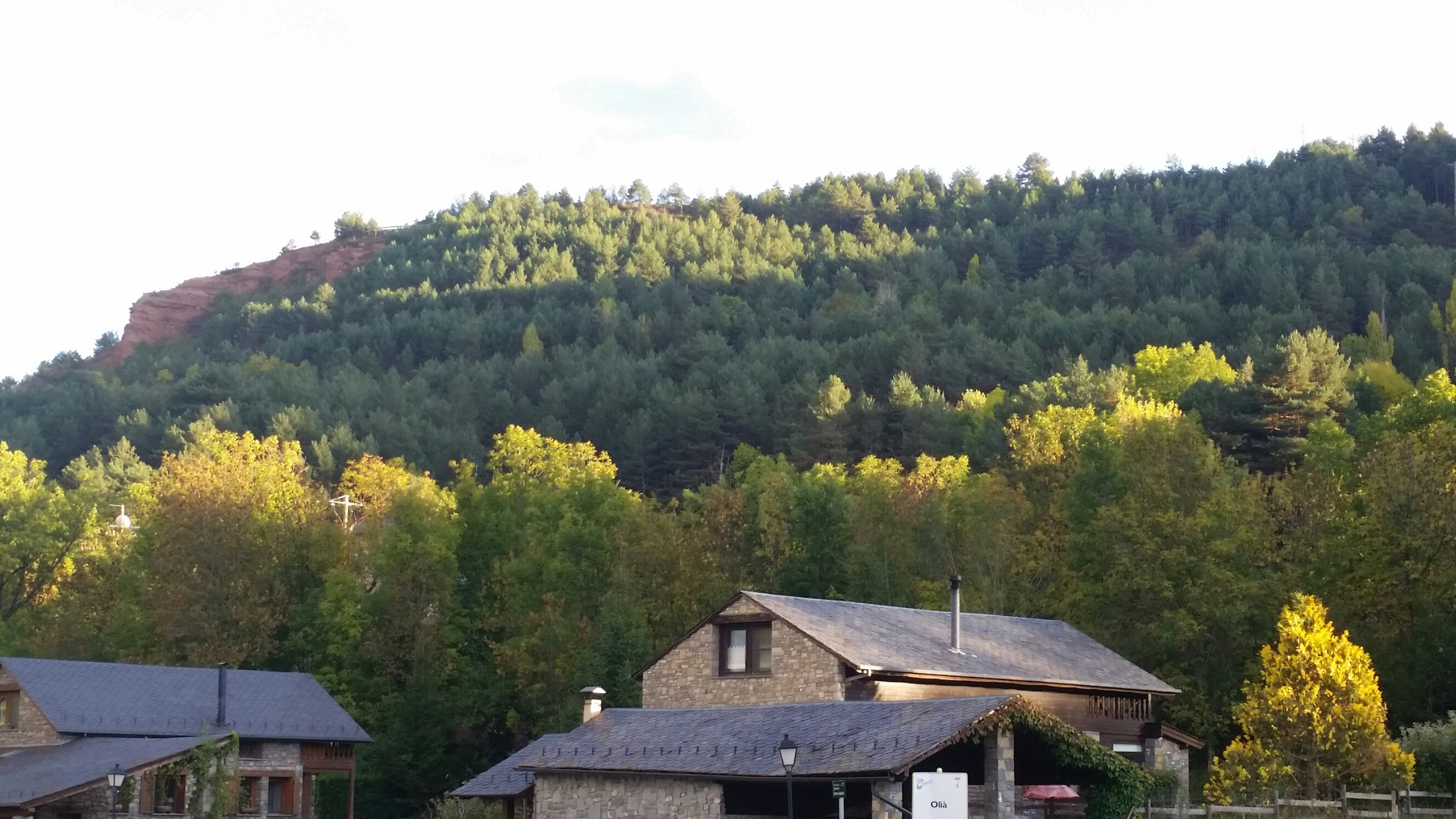
Serrat de Nas, des d'Olià

### Serrat de Nas
El Serrat de Nas és una muntanya rocosa localitzada prop del poble de Nas i damunt del poble d'Olià.
Té una altitud d'uns 1225 metres aproximadament. Al nord d'aquesta muntanya hi ha el poble de Nas i al peu es forma el poble d'Olià. Consecutivament, hi ha la muntanya del Roc Teixó per la dreta i el Pla de Nas per darrere. La carretera de Nas puja rodejant la muntanya, i al cim es troba un mirador situat a l'entrada del poble de Nas, des del qual s'aprecien unes increïbles vistes de gran part de la Cerdanya.

### Parc Natural del Cadí-Moixeró
Olià està al bell mig del Parc Natural del Cadí-Moixeró, per tant tot el poble i tota la zona gaudeixen d'una fauna animal i natural altíssima.
També s'inclouen dintre el Cadí-Moixeró els pobles de Nas i Santa Eugènia. A part dels bells paisatges i un fantàstic mirador al poble de Nas, també en ressalten la diversitat tant en flora com en fauna i les diverses rutes que hi passen. A Bellver de Cerdanya hi ha el Parc de Monterròs, on s'hi pot fer un recorregut veient gran diversitat d'animals i plantes.

#### Fauna

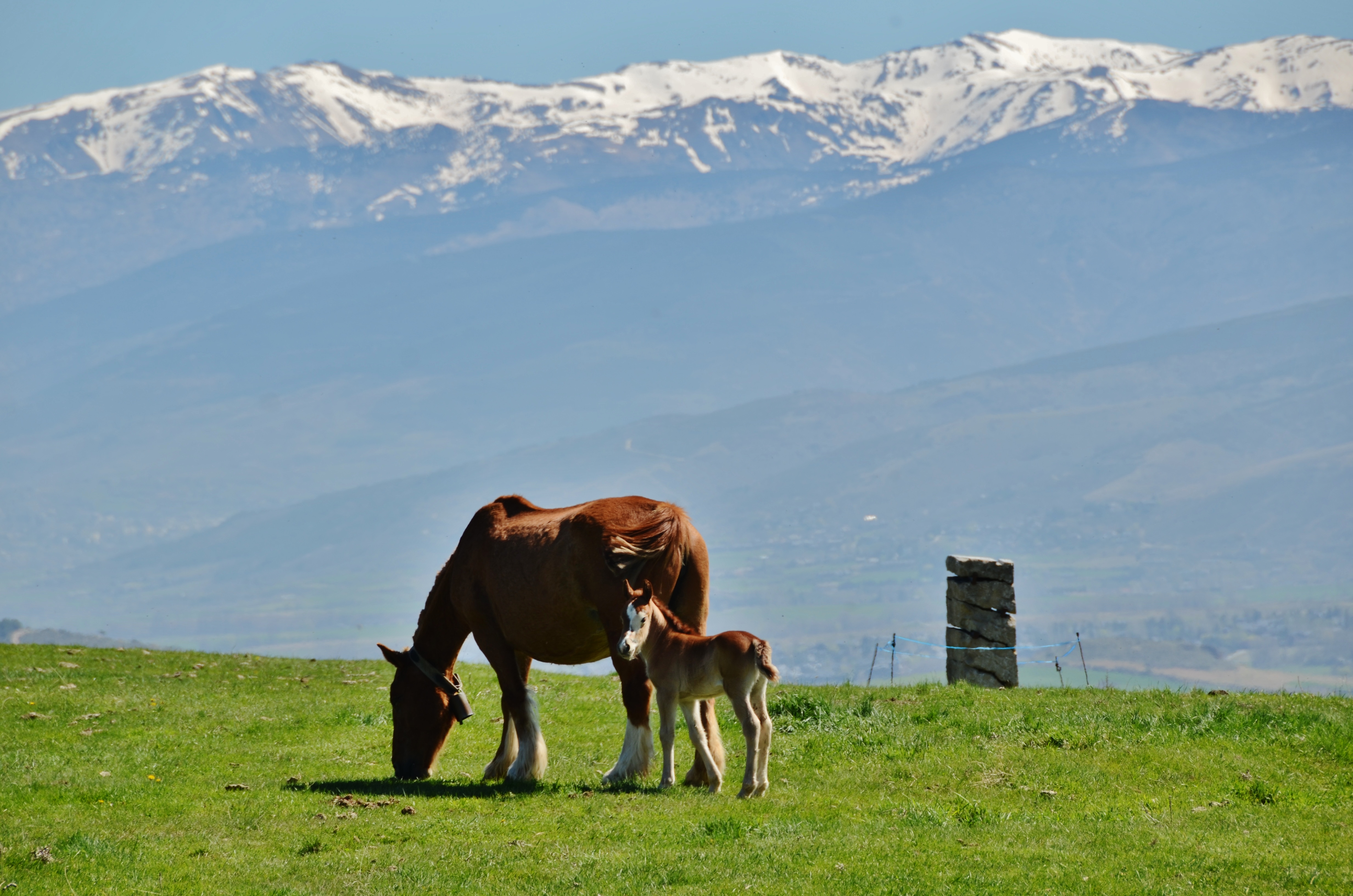
Serres del Cadí-Moixeró des del Pla de Nas

##### Ocells
Els ocells són els veritables protagonistes del parc. Destaca en primer terme el gall fer, molt difícil de veure pels seus hàbits solitaris i per les característiques del seu hàbitat. Un altre poblador dels boscos és el picot negre, que viu a les avetoses, als boscos de pi i a les fagedes del massís. En els cingles més frescals i humits, podem trobar el pela-roques, un petit ocell insectívor que s'enfila pels penya-segats de manera sorprenentment àgil. Altres espècies d'ocells sedentaris que podem trobar en els ambients alpins són la llucareta, el trencapinyes, la gralla de bec vermell i la gralla de bec groc. Crien al massís però l'abandonen després de l'estiu la merla de pit blanc i la merla roquera. A l'estatge montà, podem trobar el pica-soques blau, la piula dels arbres, la verderola, el pinsà borroner i la becada. El xoriguer gros i l'àliga marcenca són rapinyaires que nien al massís, preferentment a les cingleres més inaccessibles. De nit, al fons de les valls durant els mesos d'estiu, podem trobar el petit xot i un gran nombre de gamarussos.

##### Mamífers
Cal destacar l'isard. Altres mamífers de mida menor són el conill, l'esquirol, el talpó roig, la musaranya cuaquadrada, la marmota i el teixó. Pel que fa als carnívors trobarem la guineu, la marta, la mustela i el gat fer.

##### Rèptils i amfibis
Cal destacar el tritó pirinenc, la salamandra, la granota roja, la granota vulgar, el gripau comú, la serp verda i groga i llisa. Els terrenys oberts, forestals o pedregosos són el reialme de l'escurçó europeu.

#### Flora
Són boscos sempre verds i majestuosos de coníferes formats per avets i pinedes de pi negre amb sotabosc de boix o neret, el·lèbor verd, pulsatil·la blanca, te de bosc, etc.
A les parts baixes del parc hi trobem, sobretot roure martinenc que ocupa gran part dels vessants acompanyat per blada, boix, corner, avellaner, arç blanc, ginebre, marxívol, roser caní i herba fetgera, entre d'altres. A la zona de l'obaga també trobem el faig que intenta guanyar les zones més humides i desplaçar l'avet i el pi negre. Per arreu, hi creix el pi roig estès arran de l'explotació de la fusta.

## Història

### Història de la comarca
Les pintures rupestres a l'abric de la Vall d'Ingla són la primera mostra d'activitat humana a la Cerdanya, tot i que estan documentats enterraments col·lectius en les coves i els dòlmans repartits per la comarca.
Al segle I d.C. els romans van formar un assentament clau a l'actual Llívia i la van constituir com la capital de la zona. Va ser un una vila important a nivell defensiu i comercial però la desaparició de l'imperi la va deixar en mans de la població autòctona primer i musulmana després.
El segle xii el rei Alfons el Cast fundà la vila de Puigcerdà que ràpidament va centralitzar bona part de l'economia de la zona. Amb la mort del rei Jaume I, la Cerdanya va passar a mans del Regne de Mallorca, però les guerres constants entre catalans i mallorquins van fer que aquesta comarca fos objecte de desig i canviés de rei fins al segle xiv, quan Pere el Cerimoniós va reunir els dos regnes. Catalans i Mallorquins recorrien als monarques de França per ajudar-se a mantenir les comarques del Rosselló i la Cerdanya, fet que va provocar que el francs anessin guanyat interès i possessions. Tot plegat es concreta definitivament amb la firma dels Tractats dels Pirineus, de 1659, que posaven fi a la guerra entre espanyols i francesos i els primers renuncien als territoris més enllà dels Pirineus.
La situació fronterera de la comarca va seguir marcant la història inestable del territori amb la Guerra del Francès (1808-1814), que va significar una nova invasió del nord de Catalunya. Més endavant, després de les guerres carlines arriben els tractats de Baiona que dibuixen de forma definitiva les fronteres entre aquests territoris.

### Inicis del poble
Els primers documents que parlen del poble són els fogatges. Cal saber que l'any 1368 a Catalunya és recaptava un impost anomenat fogatge, cada fogatge era una casa. El primer document que parli d'Olià (que sigui a Internet) rau de l'any 1497 en el fogatge de 1497. No hi ha dades anteriors. Tanmateix el poble veí de Santa Eugènia és molt més anterior. L'església data de 1003 i el poble ja era esmentat l'any 839. L'actual poble de Santa Eugènia de Nerellà és esmentat en algunes èpoques com Santa Eugènia de la Cavalleria, també trobem Santa Eugènia per una banda i, la Cavalleria per una altra. Això és deu segurament a que hi deuria haver dos nuclis amb aquests dos noms (potser la Cavalleria era una única casa). El fet que s'adjuntes tot en un com Santa Eugènia de la Cavalleria era perquè eren petits nuclis o potser al fet que la Cavalleria fos una casa que s'adjuntes al nucli de Santa Eugènia.

En la documentació més antiga consta un "Judici al comte Salomó (segurament parla de Salomó d'Urgell-Cerdanya que va viure entorn el 869), que es conserva original al Mas Manyariu a Santa Eugènia-Olià, baylia de Bellver, corregiment de Puigcerdà. Si entrem a veure el document sobre el judici hi ha unes breus línies que relaten:
| « | ... Aquest heretament del comte Aznar a la Cerdanya i l'Urgell, del que parla la memòria, s'evidencia amb la sentència dictada pel jutge Salomó a favor de Witisclo, nebot d'Ailon, filla d'Aznar, que va copiar sobre l'original Jayme Pasqual, canonge del monestir de Santa Maria de Bellpuig de les Avellanes essent al Mas de Manyariu a Santa Eugènia d'Olià, baylia de Bellver, Corriment de Puigcerdà a l'any 1787... | » |

#### Fogatges de l'any 1378
Per entendre l'inici del poble d'Olià cal tenir en compte que entre els segles X i XI havien sorgit una gran quantitat de poblats i parròquies, gràcies als boscos i a les bones condicions del terreny. Per tant, podríem dir amb molta seguretat que l'origen del poble rau entre els segles x i xi.
Si observem el fogatjament general de Catalunya de 1378 trobem:
| Poble                    | Esmentada com                 | Senyor                  | Pertanyent a       | Vegueria | Focs          |
| ------------------------ | ----------------------------- | ----------------------- | ------------------ | -------- | ------------- |
| Santa Eugènia de Nerellà | Santa Eugènia o Santa Eugínia | Pere III, el Cerimoniós | Batllia de Bellver | Cerdanya | 9 focs reials |

En aquest document de fogatges de 1378 no hi consta ni Olià ni Nas, únicament hi conta Santa Eugènia. Això no vol dir que no existissin sinó que podria ser que s'hagués perdut, un error o qualsevol altre motiu. De fet podem trobar informació sobre Santa Eugènia degut a la seva església que sempre quedava registrada en documents eclesiàstics. Un estudi de la Universitat de Barcelona sobre el bisbat d'Urgell al segle xiv (1312-1315) en parla. Segons aquest estudi la parròquia de Santa Eugènia de Nerellà és registrada a l'Acta Seu, Cens Seu als anys 1279-80, 1355, 1375, 1391, 1393. També hi consten el nombre de sous que foren el 1313 de 70 sous, el 1314 de 50 sous i el 1315 de 60 sous. També n'explica la història del que, en aquell moment fou el seu capellà en Bernat Guifré. Concretament l'esmenta d'aquesta forma:
| « | .... Bernat de Casamitjana, rector de Turbiàs, va visitar l'Urgellet i part del deganat de Cerdanya. Bernat Guifré, capellà de Santa Eugènia de Nerellà, va visitar una part del deganat de Cerdanya. Ramon d'Argelaguers, prior de Vellanega, s'encarregà de la visita a una part del deganat d'Urgellet. I, per acabar, tenim dos casos curiosos, Guillem de Castells, prevere,560 que només visita l'església de Calbinyà per indicació de Galceran .... | » |

### Segle XVI

#### Fogatge de 1515
L'arxiu més antic trobat és el fogatge de 1515. Aquest és divideix en regions. Si cerquem el poble d'Olià el trobem a la Regió sisena: VIC apartat de la Cerdanya. Apareix el següent llistat de pobles dintre la secció Bellver de Cerdanya:
| Pobles                         | Nombre total de fogatges |
| ------------------------------ | ------------------------ |
| Bellver de Cerdanya            | 59                       |
| Baltarga                       | 5                        |
| la Batllia                     | 1                        |
| Beden                          | 3                        |
| Bor                            | 5                        |
| la Cavalleria                  | 2                        |
| Coborriu                       | 5                        |
| Cortas                         | 3                        |
| Nas                            | 4                        |
| Olià                           | 5                        |
| Pedra                          | 3                        |
| Pi                             | 9                        |
| Santa Eugenia de la Cavalleria | 1                        |

Si observem el document veiem que surten tots els pobles per separat, tenim Olià, Nas i Santa Eugènia, separadament. També veiem que cita aquest últim com Santa Eugènia de la Cavalleria (com un sol nucli), aquest nom ressalta, ja que ara s'anomena Santa Eugènia de Nerellà.

#### Fogatge de 1553
El següent fogatge que ens permet saber l'evolució del poble s'esdevé l'any 1553. Aquest recompte de població és tracta, segons explica el mateix document, per saber tota la població que es troba en territori d'arreu de la península Ibèrica.

Si ens dirigim a l'Apèndix VII, que és la secció del Principat Catalunya, la descriu com:
| « | Relación de las ciudades, villas y lugares del Principado de Cataluña, con expresión del número de fogages que cada uno tenia en el año.de 1553, según el formado en dicho año, y sacado de los libros del Archivo del Maestre Racional antiguo de la Corona de Aragón que se halla refundido en el del Real Patrimonio de la misma, dividida por Colectas y Veguerías, según á continuación se expresa. | » |

Aquest apèndix és divideix en colectes. Trobem Olià a la Colecta de Puigcerdà i ens dona les dades següents:
| Llistat de pobles             | Fogatges |
| ----------------------------- | -------- |
| ...                           |          |
| Olià i Nas                    | 11       |
| Santa Eugènia i la Cavalleria | 3        |
| ...                           |          |

Si observem el document veiem que els nuclis d'Olià i Nas esdevenen junts i Santa Eugènia i la Cavalleria també esdevenen junts (i fa distinció entre els dos nuclis a diferència del fogatge de 1515).

### Seglexvii

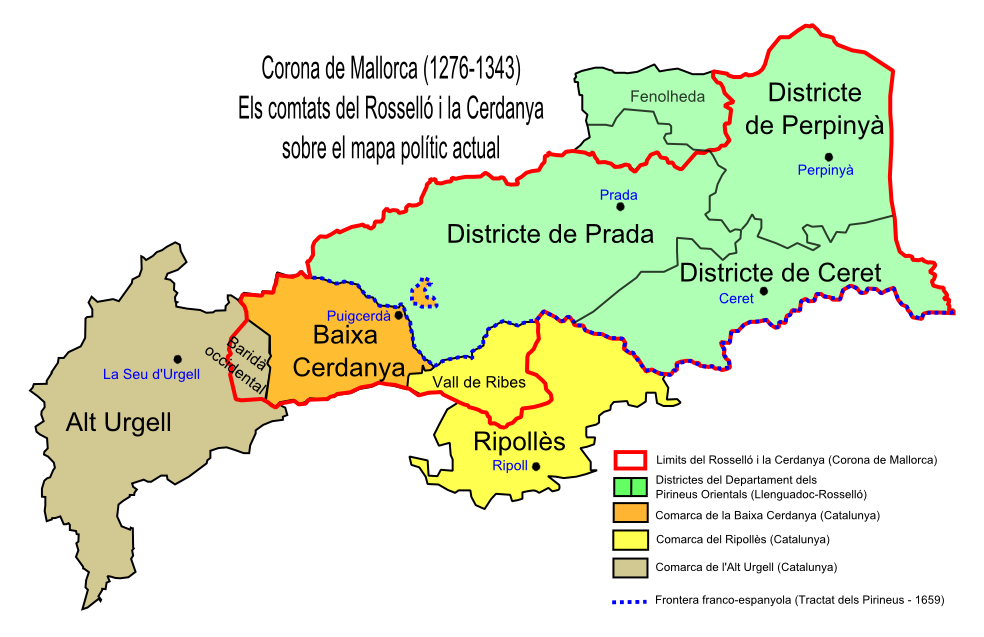
La divisió dels antics comtats del Rosselló i la Cerdanya entre les monarquies hispànica i francesa degut al Tractat dels Pirineus, sobre un mapa polític actual

El segle xvii fou marcat pel Tractat dels Pirineus (1659) que, tot i que no afectà directament a la banda que romangué en territori català si que tingué un efecte negatiu tant en matèria demogràfica com en matèria econòmica. El Tractat dels Pirineus va ser signat el 7 de novembre del 1659 per part dels representants de Felip IV de Castella, Luis Méndez de Haro i Pedro Coloma, i els de Lluís XIV de França, Cardenal Mazzarino i Hugues de Lionne, a l'illa dels Faisans (al riu Bidasoa, als límits del País Basc Nord), tot posant fi al litigi de la Guerra dels Trenta Anys. Una de les conseqüències d'aquest tractat va ser la cessió a França del comtat del Rosselló i part del de la Cerdanya. Felip IV va negociar aquest tractat sense consultar les Corts Catalanes ni els afectats.
Olià com la resta de la Baixa Cerdanya (Baixa arran del Tractat dels Pirineus) pertanyia a la vegueria de Puigcerdà (corregiment de Puigcerdà, des del 1716). Quedà adscrita al Districte de la Seu d'Urgell.

### Seglexviii
Si avancem pels segles trobem un altre recompte de població de l'últim quart del segle xviii (1775-1800), de la població que hi havia a la part de la Cerdanya que romangué al Regne d'Espanya després del Tractat dels Pirineus, així com el seu context econòmic, en un moment en què es van començar a aplicar noves idees, especialment en la producció agrària i la indústria, cosa que va provocar uns canvis ocupacionals en una comarca amb una població creixent, distribuïda de manera no uniforme per gran nombre de pobles i llogarets.

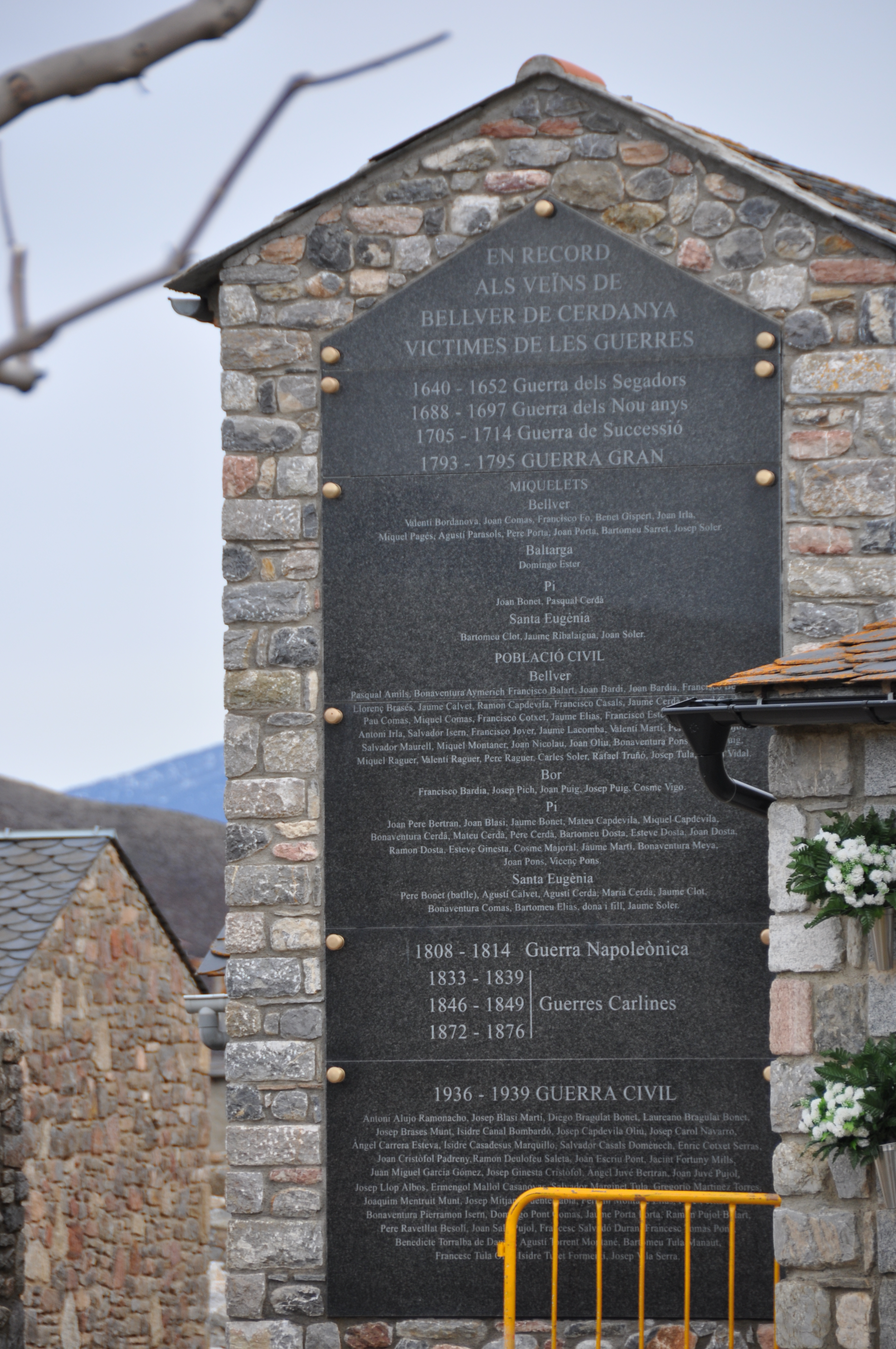
Morts durant les guerres (1640-1939)

A la segona meitat del segle xviii, i més concretament als voltants de l'any 1770, a causa de la general prosperitat econòmica que hi havia a les àrees de muntanya, la població de la comarca va augmentar notablement i, així, en el període entre els dos censos fets al 1700 (1717 i 1787), l'esperança de vida va créixer un 59%. Aquests augments van ser, principalment, a causa del descens de la mortalitat per la relativa pau que hi havia, únicament trencada per la Guerra Gran (1792-1795), a la desaparició de la pesta i a la prevenció de moltes malalties contagioses (com la verola, el xarampió, la diftèria, la febre tifoide o l'escarlatina), a la nupcialitat en edats més joves (amb la qual cosa s'aprofitava més el període de fecunditat de les dones), a la reducció de mortalitat entre les dones embarassades i a la baixada de la mortalitat dels joves, sobretot en el període 1770-1780. Tanmateix, aquest augment de la població també va anar acompanyat per un important flux migratori positiu, ja que la immigració des de França, a causa de la Revolució (any 1789 i següents) va ser superior a l'emigració de mà d'obra barata, sobretot des del període 1763-1774, quan van aparèixer les primeres fàbriques d'indianes a les comarques del litoral i a la rodalia de Barcelona. Així doncs, a principis dels anys 1770, la pau que hi havia a la comarca, acompanyada pel creixement demogràfic i els canvis ocupacionals, va servir per a construir-hi cases de pagès més grans (a vegades aprofitant i unint les dues o tres cases que hi havia abans al llogaret) alhora que es produí una intensificació en l'ús del sòl, cosa que va portar a una subdivisió de la propietat agrícola. En aquest nou context, la comarca va passar de 6.724 habitants l'any 1719 a 10.491 l'any 1787, amb tot, cap a la fi del segle, la població va baixar fins als 9.000 habitants a conseqüència de la Guerra Gran.
Si revisem la Taula de Dades demogràfiques de la Cerdanya (1719 i 1787) i cerquem Olià:
| Poble                                      | Tipus                    | Població 1719 | Població 1787 | Variació població 1719-1787 | % Població total Cerdanya 1719 | % Població total Cerdanya 1787 |
| ------------------------------------------ | ------------------------ | ------------- | ------------- | --------------------------- | ------------------------------ | ------------------------------ |
| ...                                        |                          |               |               |                             |                                |                                |
| 65 Santa Eugènia de Nerellà 66 Olià 67 Nas | 2 (Poble)                | 111           | 200           | 44,50%                      | 1,65%                          | 1,91%                          |
| 65 Santa Eugènia de Nerellà 66 Olià 67 Nas | 3 (Poble petit, <50 hab) | 111           | 200           | 44,50%                      | 1,65%                          | 1,91%                          |
| 65 Santa Eugènia de Nerellà 66 Olià 67 Nas | 3 (Poble petit, <50 hab) | 111           | 200           | 44,50%                      | 1,65%                          | 1,91%                          |
| ...                                        |                          |               |               |                             |                                |                                |

Els pobles d'Olià i Nas apareixen adjunts a Santa Eugènia. Per tant, la població també apareix conjuntament dels tres pobles. Si mirem el tipus de vila veiem que Santa Eugènia és de tipus 2 (Poble) mentre que Olià i Nas són pobles petits, és a dir, amb menys de 50 habitants. Per tant, vol dir que la majoria de la població en aquell moment és concentrava a Santa Eugènia.
Curiosament en aquesta data el terme de la Cavalleria ja no apareix enlloc el que fa pensar que segurament fou una casa adjunta a Santa Eugènia que desaparegué posteriorment (encara consta al 1800 i fins i tot principis de 1900).
També hi ha documentació referent al nombre d'armes datada entre 1704 i 1723, segons els Mossos d'Esquadra a Olià hi havia 2 armes (a Nas 2 armes i a Santa Eugènia 3 armes), aquest pobles queden inclosos a la baylia de Bellver. Prèviament cal recordar que l'abril de 1707 els francesos entraven a Catalunya atacant Puigcerdà però el veguer Pere Canal mobilitzà els naturals i juntament amb els sometents dels pobles veïns (de la Cerdanya) va rebutjar les tres envestides que van intentar. Si revisem els nombre d'armes per vegueries tenim que el 1715 a la Vegueria de Puigcerdà i Ribes hi havia 382 armes. El 27 de setembre de 1716 també hi havia tropes a Bellver (casernes). A l'any 1720 ja es documenten 567 armes al Corregiment de Puigcerdà que el 1721 es devaluen fins a 113.
De la població de l'any 1787 ens en parla el Cens de Floridablanca en el qual hi surt Olià. A la referència 551 (del Cens), apartat Olià, es parla de les diverses professions al poble:
| Cens de Floridablanca (1787) | Cens de Floridablanca (1787) |
| Professió                    | Persones                     |
| ---------------------------- | ---------------------------- |
| Rector                       | 1                            |
| Sacristians                  | 1                            |
| Acòlits                      | 1                            |
| Estudiants                   | 3                            |
| Pagesos (Llauradors)         | 28                           |
| Jornalers                    | 53                           |
| Artesans                     | 2                            |
| Menors sense professió       | 111                          |
| TOTAL                        | 200                          |

### Batllia de Santa Eugènia, Olià i Nas
La Batllia de Santa Eugènia, Olià i Nas fou una administració independent dels tres nuclis corresponents fins a l'any 1857 quan el terme d'Olià s'incorpora al municipi de Bellver de Cerdanya. Per tant, se sap la data del fi de la Batllia i integració a Bellver però no se sap res sobre el seus inicis.
Es coneix l'existència d'aquesta institució històrica degut a uns documents que es conserven a l'Arxiu Comarcal de la Cerdanya a Puigcerdà. En aquests documents es pot veure el segell de la vila i poble i el respectiu batlle que, segons aquesta documentació fou Pere Capdevila. També consta com a batlle el 1836 en Bonaventura Capdevila. De fet hi consten una gran quantitat de batlles que, segons sembla cada molt poc temps anava canviant (també ho hem de situar al context de l'època; amb guerres). Tots aquests documents daten de voltants de 1800 durant una guerra. De fet, aquesta documentació explica que foren destruïdes diverses cases i mort un important nombre de bestiar així com de persones. També conté els noms dels qui foren els miquelets corresponents que explica que foren distribuïts pel Principat per defensar-lo de la guerra. Aquests fets corresponen, per època a la Guerra Gran contra França, de fet en aquests documents s'hi esmenten constantment (als francesos). Aquesta guerra fou una de les que causà més mortalitat, destrucció i pobresa.

#### Restauració com a Entitat Menor
Durant els anys 60 i en plena dictadura franquista, els veïns d'Olià, van posar en marxa una proposta perquè els nuclis de Santa Eugènia, Olià i Nas esdevinguessin una Entitat Local Menor dintre del municipi de Bellver de Cerdanya i poder així tindre un govern veïnal que, en aquells moments, representava un total de més de 100 veïns. Al final però, com indica el BOE del 8 de març de 1960, la proposta va ésser denegada.
| «                                                                                        | DECRETO 384/1960, de 25 de lebrero, por el que se deniega la constitución de las Entidades Locales Menores de los lugares de Santa Eugenia; Olià y Nas, pertenecientes al termino municipal de Bellver de Cerdaña. Por estimar que no reúne las características peculiares necesarias que la vigente legislación exige para la constitución de una Entidad Local Menor, con arreglo a lo preceptuado en los articulos veinticuatro de la Ley de Régimen Local de veinticuatro de junio de mil novecientos cincuenta y cinco y cuarenta y cuatro del Reglamento de Población y Demarcación Territorial de las Entidades Locales de diecisiete de mayo de mil novecientos cincuenta y dos; de conformidad, con los dictámenes émitidos por la Dirección General de Administración Local y la Comisión Permanente del Consejo de Estado, á propuesta del Ministro de la Gobernación y previa deliberación del Consejo de Ministros en su reunión del día diecinueve de febrero de mil novecientos sesenta. DISPONGO: Articulo único—Se deniega la constitución en Entidad Local Menor de los lugares de Santa Eugenia, Olià y Nas, pertenecientes, al término municipal de Bellver de Cerdaña, en la província de Lérida. Así lo dispongo por el presente Decreto, dado en Madrid a veinticinco de febrero de mil novecientos sesenta. | » |
| — BOE de 8 de març de 1960, https://www.boe.es/boe/dias/1960/03/08/pdfs/A02860-02860.pdf | |   |

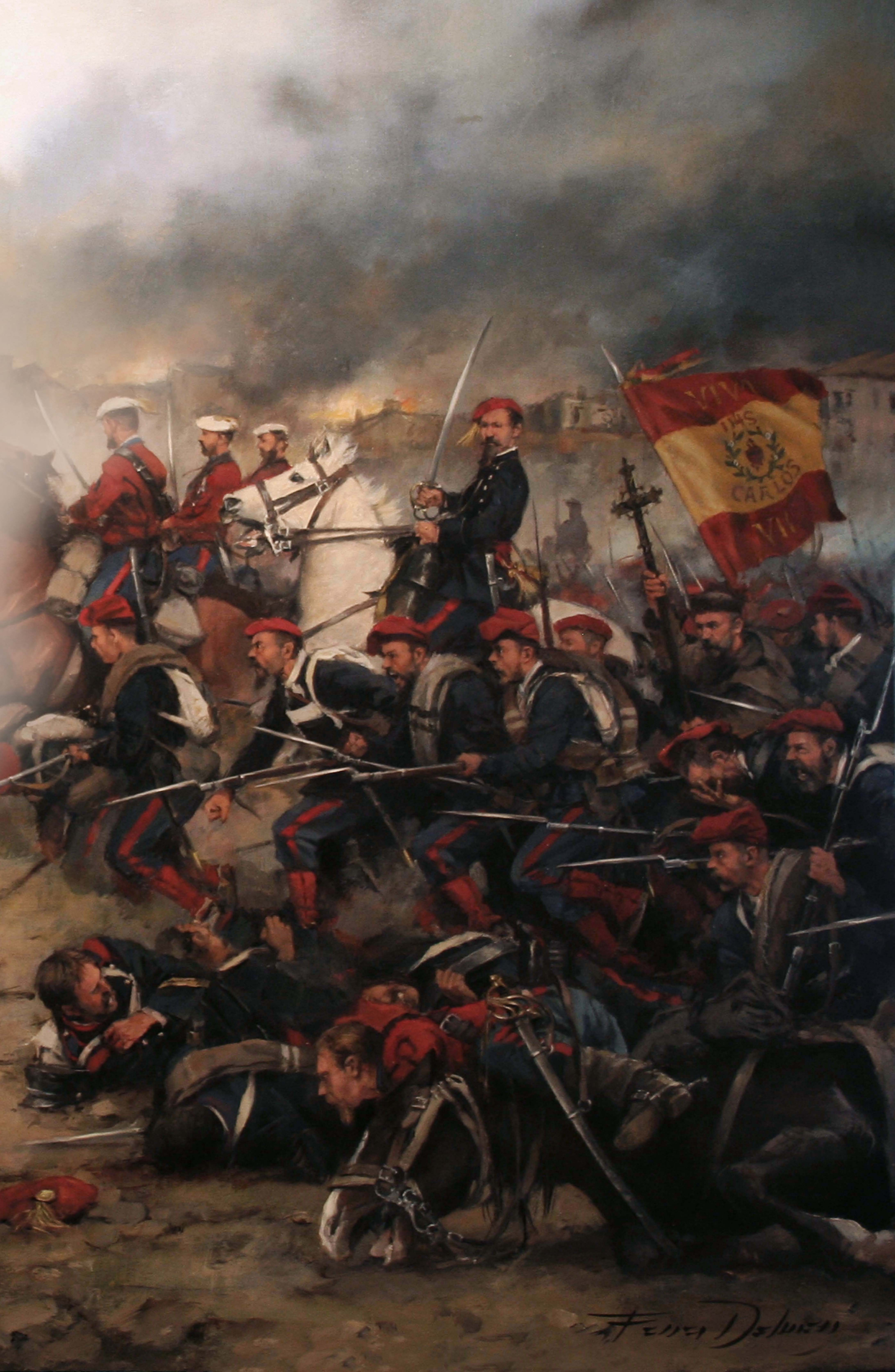
«La toma de la Seu de Urgell pel general Rafael Tristany», quadre d'Augusto Ferrer-Dalmau

### Seglexix
Segons documentació de l'any 1827, els pobles de Santa Eugènia, Olià i Nas distaven 342 hores de Barcelona i 3 hores de Puigcerdà. També afegeixen que la principal industria era la ramaderia i pagesia per a la producció de sègol i el cultiu de prats en general (dedicar-se a la terra).
Als voltants de l'any 1847 a Santa Eugènia hi havia 20 cases de carrer únic amb uns 40 veïns. Tenia una petita plaça al centre del poble amb un font. Tant la font com la plaça avui dia són il·localitzables, de fet, el poble es totalment diferent avui dia que anys enrere. Santa Eugènia només tenia un camí, cap a un costat (esquerre) cap a Bellver i cap a l'altre (dret) a Montellà i Olià (que no correspon a l'actual carretera). La principal producció dels camps propers és basaven en blat, llegums, patates i també la caça de llebres i perdius.
L'any 1857, el terme d'Olià s'incorpora al municipi de Bellver de Cerdanya, fins a aquest any el nucli estava annex amb Santa Eugènia. En alguns escrits podem veure fins i tot: Olià de Santa Eugènia o Santa Eugènia d'Olià (essent més comuna aquesta segona).
Durant tot el segle xix se succeeixen les Guerres Carlines (1833-1876) que causen mortalitat i pobresa a tot Catalunya. En general, la comarca de la Cerdanya, i els Pirineus en general, van ser molt actius en aquesta guerra i van participar-hi activament. Una de les batalles més importants va ésser la de la Seu d'Urgell que acabà amb victòria carlina de la mà del general Rafael Tristany (La toma de la Seu de Urgell). Els períodes més actius al nord de Catalunya foren els de la Segona Guerra Carlina (1846-1849) i Tercera Guerra Carlina (1872-1876) així com en la Guerra del 1855.
En el conflicte armat van haver-hi dues bandes, els que sostingueren els carlistes (absolutistes), partidaris de Carles Maria Isidre de Borbó i els seus descendents, i els liberals, partidaris d'Isabel II d'Espanya.

#### Mapes
Si busquem el poble sobre mapa ens trobem la següent situació. Agafem mapes dels anys 1716, 1764, 1859 i 1881. Curiosament el poble només s'esmenta a partir de 1764, ja que al 1716 no hi apareix. Ara bé, si que hi apareix un punt que assenyala que allà hi havia un nucli. El fet que no apareix el nom del poble pot ser per tres factors. En primer lloc podria ser que es tractés d'un petit nucli i per això no fos assenyalat. En segon lloc podria ser que se'l deixessin i per acabar podria tractar-se d'algun error. En qualsevol cas, si sabem que el poble existia anteriorment perquè se n'han trobat dades molt anteriors.
Hi han diversos mapes en els quals s'hi esmenta:
| Mapa                                                           | Autor                                | Any  | Enllaç                                  | Notes              |
| -------------------------------------------------------------- | ------------------------------------ | ---- | --------------------------------------- | ------------------ |
| Manuscrit: del Corregimiento de Pvigcerda                      | Comte de Darnius                     | 1716 | cartotecadigital.icc.cat - mapa de 1716 | No hi apareix Olià |
| Mapa del principado de Cataluña y condado del Rosellon         | D. Francisco Xavier de Garma y Duran | 1764 | cartotecadigital.icc.cat - mapa de 1764 | Apareix Olià       |
| Mapa de Cataluña dividido en sus actuales provincias           | D. Ramón Yndár / Indar               | 1859 | cartotecadigital.icc.cat - mapa de 1859 | Apareix Olià       |
| Mapa de la provincia de Barcelona con sus vías de comunicación | E. Brossa                            | 1881 | cartotecadigital.icc.cat - mapa de 1881 | Apareix Olià       |

#### Dades de 1833
| Edats           | Solters | Solters | Casats | Casats | Vidus | Vidus | Totals |
| Edats           | Homes   | Dones   | Homes  | Dones  | Homes | Dones | Totals |
| --------------- | ------- | ------- | ------ | ------ | ----- | ----- | ------ |
| Fins a 7 anys   | 15      | 29      |        |        |       |       | 44     |
| De 7 a 16 anys  | 23      | 26      |        |        |       |       | 49     |
| De 16 a 25 anys | 16      | 19      | 2      | 1      |       |       | 38     |
| De 25 a 40 anys | 4       | 5       | 13     | 14     |       | 2     | 38     |
| De 40 a 50 anys | 2       |         | 13     | 12     | 1     | 1     | 27     |
| De 50 a 60 anys |         |         | 8      | 13     | 1     | 1     | 23     |
| De 60 a 70 anys |         |         | 5      | 3      | 1     | 2     | 11     |
| De 70 a 80 anys |         |         | 3      | 1      | 1     | 1     | 6      |
| De 80 a 90 anys |         |         |        |        |       |       |        |
| TOTALS          | 60      | 79      | 44     | 44     | 3     | 6     | 236    |
| TOTALS          | 139     | 139     | 88     | 88     | 9     | 9     | 236    |

#### Taula demogràfica històrica
Dada: Per a calcular quants habitants correspon a un foc s'utilitza la següent formula, es multiplica el nombre de focs per cinc, per exemple: 2 focs * 5 = 10 habitants (això és un càlcul aproximat, en alguns casos es multiplica per 4,5 o per d'altres valors aproximats depenent el lloc, època, persona, ...)
| Any / Poble | Any / Poble | Cases / Veïns (caps de casa)             | Homes                                    | Dones                                    | Total hab / Ànimes                       | Altres / Notes             |
| ----------- | ----------- | ---------------------------------------- | ---------------------------------------- | ---------------------------------------- | ---------------------------------------- | -------------------------- |
| 1378        | 1378        | 9 focs reials a Santa Eugènia de Nerellà | 9 focs reials a Santa Eugènia de Nerellà | 9 focs reials a Santa Eugènia de Nerellà | 9 focs reials a Santa Eugènia de Nerellà | Fogatge de 1378            |
| 1515        | Olià        | 5 focs                                   | 5 focs                                   | 5 focs                                   | 5 focs                                   | Fogatge de 1515            |
| 1515        | Nas         | 4 focs                                   | 4 focs                                   | 4 focs                                   | 4 focs                                   | Fogatge de 1515            |
| 1515        | Sta Eugènia | 3 focs                                   | 3 focs                                   | 3 focs                                   | 3 focs                                   | Fogatge de 1515            |
| 1553        | Olià-Nas    | 11 focs                                  | 11 focs                                  | 11 focs                                  | 11 focs                                  | Fogatge de 1553            |
| 1553        | Sta Eugènia | 3 focs                                   | 3 focs                                   | 3 focs                                   | 3 focs                                   | Fogatge de 1553            |
| 1700 a 1719 | 1700 a 1719 | 23                                       | -                                        | -                                        | 111                                      | Taules demogràfiques       |
| 1751        | 1751        | 22                                       | -                                        | -                                        | 56                                       | 6 naixements, 4 defuncions |
| 1752        | 1752        | 22                                       | -                                        | -                                        | 57                                       | 7 naixements, 5 defuncions |
| 1762        | 1762        | 24                                       | -                                        | -                                        | -                                        | Document a l'ACCE          |
| 1787        | 1787        | -                                        | -                                        | -                                        | 200                                      | Taules demogràfiques       |
| 1827        | 1827        | 41                                       | 107                                      | 120                                      | 227                                      | Document a l'ACCE          |
| 1828        | 1828        | 41                                       | 100                                      | 115                                      | 215                                      | Document a l'ACCE          |
| 1830        | 1830        | 41                                       | 95                                       | 115                                      | 210                                      | Document a l'ACCE          |
| 1831        | 1831        | 41                                       | 99                                       | 120                                      | 219                                      | Document a l'ACCE          |
| 1832        | 1832        | 41                                       | 105                                      | 118                                      | 223                                      | Document a l'ACCE          |
| 1833        | 1833        | 41                                       | 107                                      | 129                                      | 236                                      | Document a l'ACCE          |
| 1834        | 1834        | 39                                       | 105                                      | 118                                      | 223                                      | Document a l'ACCE          |
| 1844 a 1847 | Olià        | 10                                       | 45                                       | 45                                       | 225                                      | Document a l'ACAU          |
| 1844 a 1847 | Sta Eugènia | 20                                       | 90                                       | 90                                       | 225                                      | Document a l'ACAU          |
| 1844 a 1847 | Nas         | 20                                       | 90                                       | 90                                       | 225                                      | Document a l'ACAU          |
| 1900        | Olià        | 15 habitants                             | 15 habitants                             | 15 habitants                             | 15 habitants                             | Cens municipal de 1900     |

### Segle XX

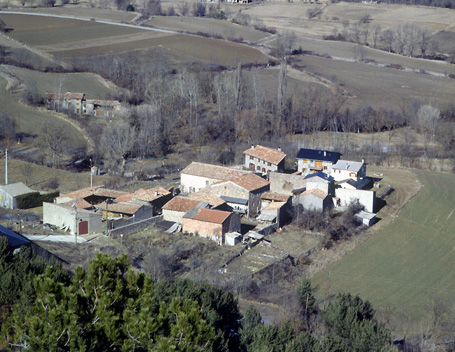
Olià antigament, segle passat

Al segle xx a la comarca de la Cerdanya, sobretot a les zones rurals, hi predomina l'agricultura. També és molt important la industria lletera del Pirineu amb la Cooperativa Lletra del Cadí. A la zona de la Batllia sempre, des de temps immemorables, hi ha predominat l'agricultura i ramaderia. De fet, fins fa pocs anys quasi tota la en vivia. En els paisatges que envoltaven el poble hi predominaven els extensos camps verds i de blat. Això, en els últims temps, ja sigui pel despoblament o per l'envelliment dels pagesos tradicionals ha fet canviar els paisatges puix que avui dia hi predominen els camps i boscos abandonats amb herbes altes tanmateix encara hi ha molts pagesos que es resignen a abandonar el seu ofici. No obstant, Olià està envoltat per bonics paisatges i boscos (Cadí-Moixeró).

#### La guerra i la postguerra
Com al resta de Catalunya, Olià va romandre en el bàndol republicà des de l'inici de la Guerra Civil Espanyola al juliol de 1936 fins a gairebé el final de la guerra a principis de 1939. També, com la resta del principat, és van produir represàlies a les esglésies. L'església de Santa Eugènia, la més propera al poble, va ésser saquejada i les forces franquistes és van endur totes les seves pertinences. Després de la guerra, dintre l'església, no hi havia cap sant ni cap objecte sagrat, també va quedar molt deteriorat el teulat i el terra així com els bancs de fusta.
Més tard, va ésser restaurada i van ser retirats els antics bancs, que estaven molt deteriorats i van ser substituts pels actuals. Van fer un terra i telat nou i també van restaurar les antigues pintures que ara, es poden veure en perfecte estat.
L'apartat més important de l'església són les pintures situades al fons de l'edifici. Es tracta d'unes representacions romàniques que representen la gent del poble al voltant de la verge de Santa Eugènia, a la qual li deuen el nom. Al fons de les pintures s'hi pot apreciar l'església i els camps adjacents. Les pintures representen els ciutadans adorant la verge de Santa Eugènia.

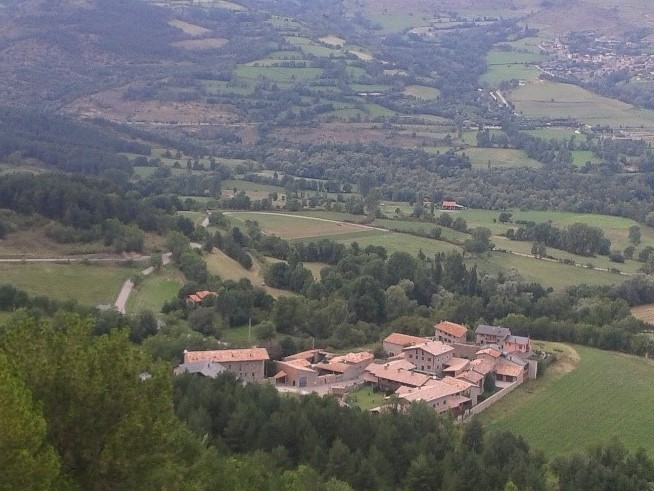
Olià actualment, 2016

#### Subministrament elèctric
A l'octubre de l'any 1965 fou instal·lat el subministrament elèctric. Però en tres punts de la comarca (Olià, Nas i Santa Eugènia) tot i tenir la línia elèctrica i el subministrament a les cases no tenien energia elèctrica car que mancava el més important: l'arribada de llum i força. En teoria els pobles tenien abastiment però la realitat era una altra, ja que a l'arribar al vespre els seus habitants havien d'emprar veles o aparells de carbur per a tenir llum i calor. I això tenint en compte que a les seves cases tenien la instal·lació elèctrica feta, coma ara interruptors. També els seus carrers eren foscs encara que tenien línia elèctrica, no funcionava.
Així els seus habitants no van tenir llum fins 1967, dos anys després de la instal·lació, perquè les autoritats competents no havien atorgat els permisos fins a aquest any.

### L'Estudi, l'escola d'Olià

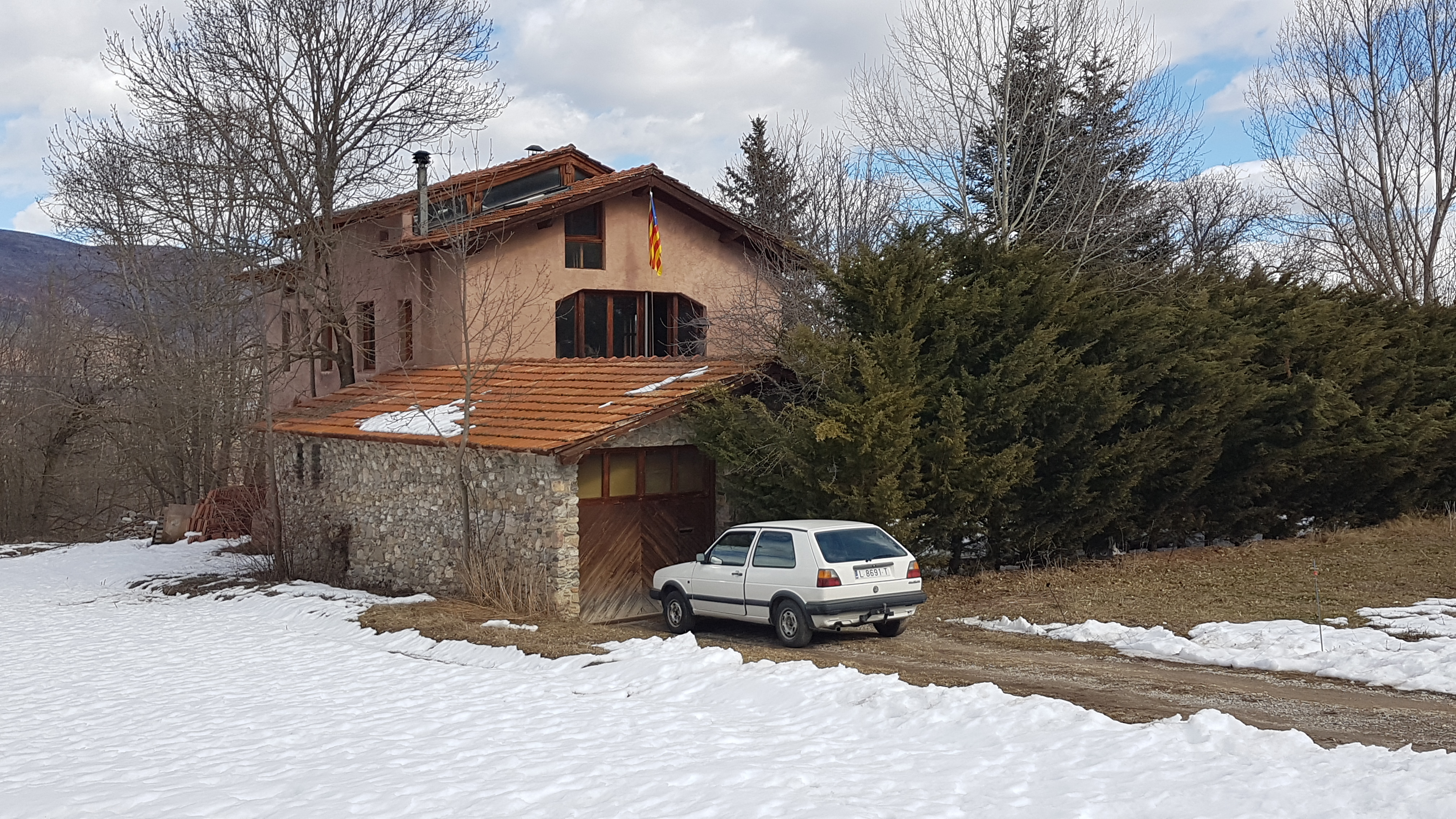
Edifici actual de l'Estudi, Febrer 2018

L'Estudi (1931 - entre 1964 i 1966) fou un antic col·legi dels tres pobles germans Olià, Nas i Santa Eugènia de Nerellà. És localitzat a l'entrada del poble. És un edifici rectangular de dues plantes. A la primera planta s'hi donava classe, era una aula única. A la planta superior hi havia l'allotjament del professor/a. Va estar actiu durant menys de 30 anys.
Aquest col·legi va ser construït a Olià per la situació central, car quedava al centre, entre Santa Eugènia i Nas. Va ser pagat per la Batllia de Bellver de Cerdanya amb la col·laboració de la gent d'Olià, que hi va aportar la mà d'obra. La superfície on es va construir l'Estudi va ser cedida per la casa de Cal Xerill d'Olià. La construcció va ser aprovada per la Batllia Republicana de Bellver de Cerdanya l'any 1931 i va finalitzar durant la República Catalana de 1934, va estar actiu durant uns 30 anys.
Era una escola pública gestionada per la Batllia de Bellver de Cerdanya sota l'estricte control del Govern Franquista. Aquesta escola només havia tingut un professor/a, que anava canviant. Tots els professors que van donar classe a l'Estudi s'allotjaven al poble, o bé, al mateix recinte, ja què la planta superior estava reservada a aquest ús, o bé, a Cal Xerill o Cal Vicenç d'Olià que els acollien donant-los-hi menjar i allotjament. L'Estudi mai va tenir un professor/a fix sinó que molts d'aquests eren professors en pràctiques que acabaven els seus estudis universitaris a Lleida i els destinaven, durant pocs anys, en aquesta escola.

#### Precedent
Segons indiquen publicacions de l'època, molt abans de 1931 (obertura de l'estudi) ja hi havia ensenyament al poble d'Olià o, si més no, un professor. Cada vegada que s'assignava un professor, és publicava al diari: La Vanguardia. Concretament són tres publicacions: El 31 de juliol de 1925, el 8 de maig de 1927 i l'11 de maig de 1927.

### Seglexxi
L'any 2008 van ésser pavimentats els carrers del poble. També es va pavimentar la Carretera d'Olià que dona accés al nucli. Va tenir un cost de més de 70.000 euros, finançat per la Batllia i la Diputació.

#### Nou Parc-Plaça a Olià
Des de temps immemorables els habitants d'Olià han reclamat poder tenir un parc amb condicions, per això, des de fa any reclamaven que una zona cèntrica no edificada (camp) és convertís en aquest servei. Per això, la Batllia de Bellver de Cerdanya va licitar el projecte per a l'inici dels treballs d'adequació i construcció. Dotat amb 40.290,96 euros encara no té dates d'inici i fi.

### Conclusió
L'evolució al pas dels segles seria la següent:
En origen hi havia tres pobles propers (Olià, Santa Eugènia i Nas). L'any 1515 apareixen per separat com Olià, Nas i Santa Eugènia de la Cavalleria. L'any 1553 apareixen com Olià i Nas per una banda (com adjunts) i Santa Eugènia i la Cavalleria per una altra banda (com a dos nuclis adjunts). Cap a 1800 apareixen com Santa Eugènia de Nerellà, Olià i Nas (els tres junts i Santa Eugènia com a poble més gran).
Si ens fixem en la població veiem que al 1500 Olià i Nas concentren molta població, 11 fogatges, i Santa Eugènia només 3 fogatges. En canvi al 1700-1800 és Santa Eugènia la que concentra gran part de la població (més de 100 habitants) mentre que tant Olià com Nas no superen els 50 habitants.
Si ho emmirallem al context actual la conclusió és evident. Al pas de la història, tot i que en el context global hi havia poca gent i moltes davallades de població, tots els nuclis rurals tenien bastant població amb pics tant a l'alça com a la baixa. Actualment, sumant els tres termes no superarien els 20 habitants fixos quan a principis del segle xviii hi havia arribat a haver-hi més de 200 habitants

## Comunicacions i transport
La geografia del Pirineu dificulta el transport. És un massís de roca que divideix netament la Península Ibèrica de la resta d'Europa; i cal superar-lo. Tot el transport comercial, públic i privat que passa entre Ibèria i el centre d'Europa ha de passar pel Pirineu, si no vol anar en vaixell que moltes vegades és car i poc convenient.

### Transport viari
L'eix principal de comunicacions és la N-260 o Eix Pirinenc, que recorre la Vall del Segre. Cal ressaltar també que en tot el Pirineu no hi ha cap carretera de doble carril, ni autopistes ni autovies.
A la Cerdanya també és molt important la carretera C-16 o Eix del Llobregat car que és el principal eix de comunicació que enllaça la comarca amb Barcelona passant pel Túnel del Cadí.
La LP-4033a travessa el municipi de Bellver de Cerdanya. Des de la rotonda de Bellver, a mà dreta, primera sortida des de Bellver, prens la N-260 direcció Puigcerdà (17 quilòmetres) i a mà esquerra, tercera sortida (segona correspon a Bombers), prens la N-260 direcció a la Seu d'Urgell (29 quilòmetres).
El Túnel de Músser de la N-260 (km 207.5), passant Martinet, és el punt de canvi de comarca, ja que en un costat de túnel correspon a l'Alt Urgell i l'altra banda correspon a la Cerdanya.

### Transport ferroviari

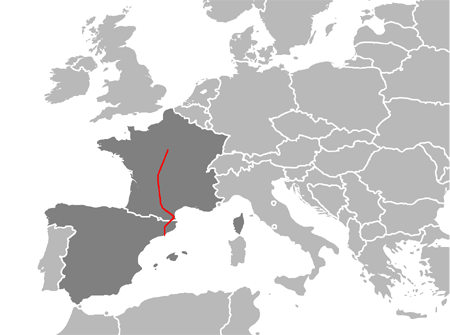
Ruta Europea E09 (C-16)

L'Estació de Puigcerdà (línia de Barcelona-Vic-Puigcerdà) és la línia més propera de ferrocarril i la principal de la comarca de la Cerdanya.
També, per l'altre banda del territori i direcció cap a Lleida hi ha l'Estació de la Pobla de Segur però aquesta és molt llunyana i de difícil accés perquè la carretera conté molts revolts i es considerada perillosa (tram de la N-260; d'Adrall cap a la Pobla de Segur).

### Transport aeri
L'Aeroport de la Seu d'Urgell o Aeroport dels Pirineus és l'aeroport més proper, tot i que de moment només acull vols amb Palma, Madrid i Marsella. Per tant, l'aeroport funcional més proper és l'Aeroport de Barcelona-El Prat que acull molts visitants que volen anar a Cerdanya a les pistes d'esquí.

### Transport públic

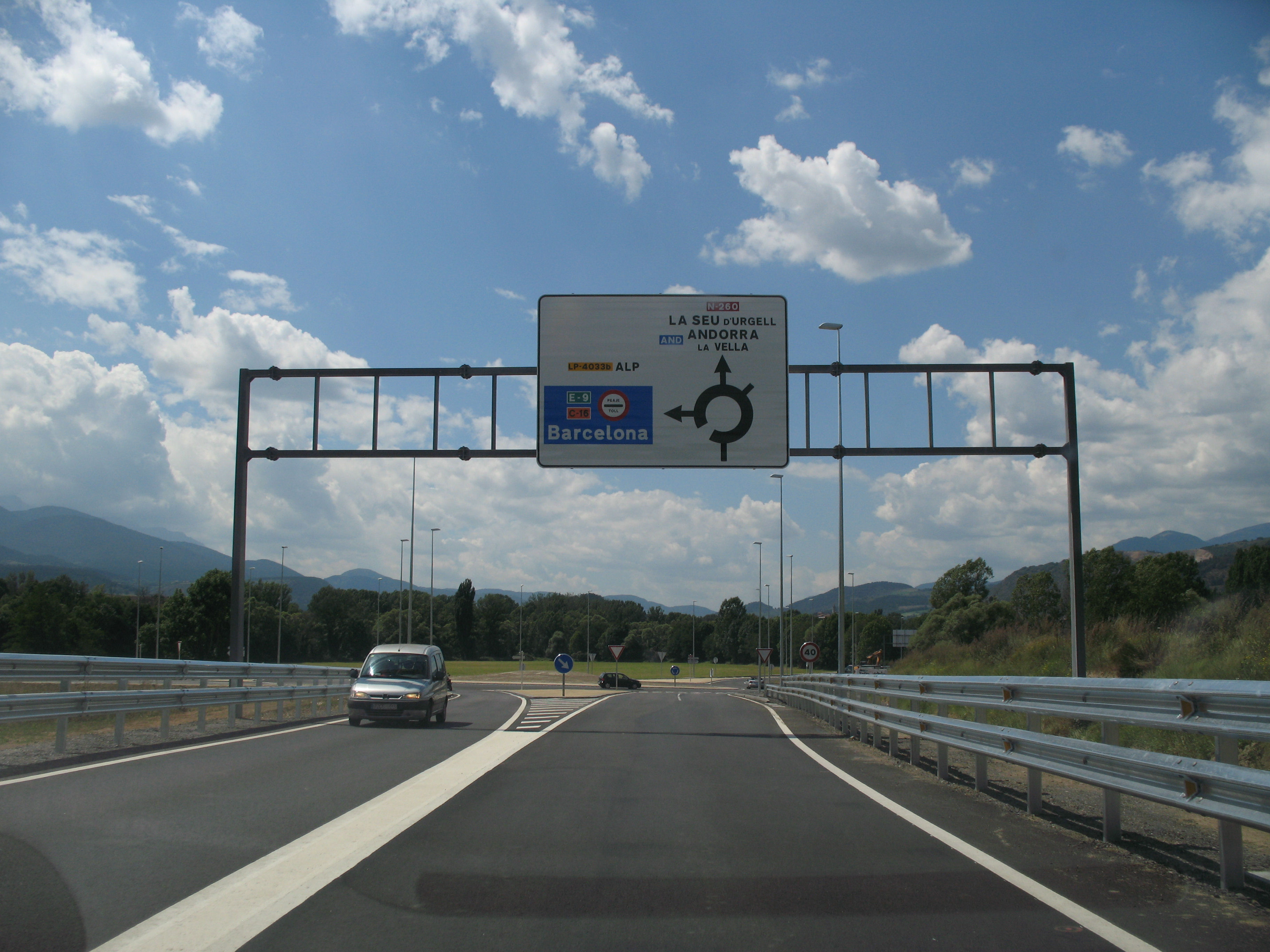
N-260 enllaça a la C-16 prop de Bellver

La parada d'autobús més propera a Olià és la de Bellver de Cerdanya. La línia regular d'autobusos fa la ruta la Seu d'Urgell-Puigcerdà parant al municipi de Bellver, entre d'altres. Aquesta ruta està gestionada pel Grup Alsa. Per arribar a Olià no hi ha cap autobús, de fet, l'única manera d'arribar-hi és a peu o en vehicle privat.

#### Com arribar a Olià des de Bellver
Des del municipi de Bellver, a la entrada, s'ha de girar a la dreta (per una pujada) i seguir el carrer fins a la rotonda. A la rotonda agafem direcció Pi i després direcció Santa Eugènia de Nerellà, abans d'arribar-hi, a la trenca, agafem direcció Olià. Tot el camí està perfectament indicat per rètols i asfaltat en tots els trams.

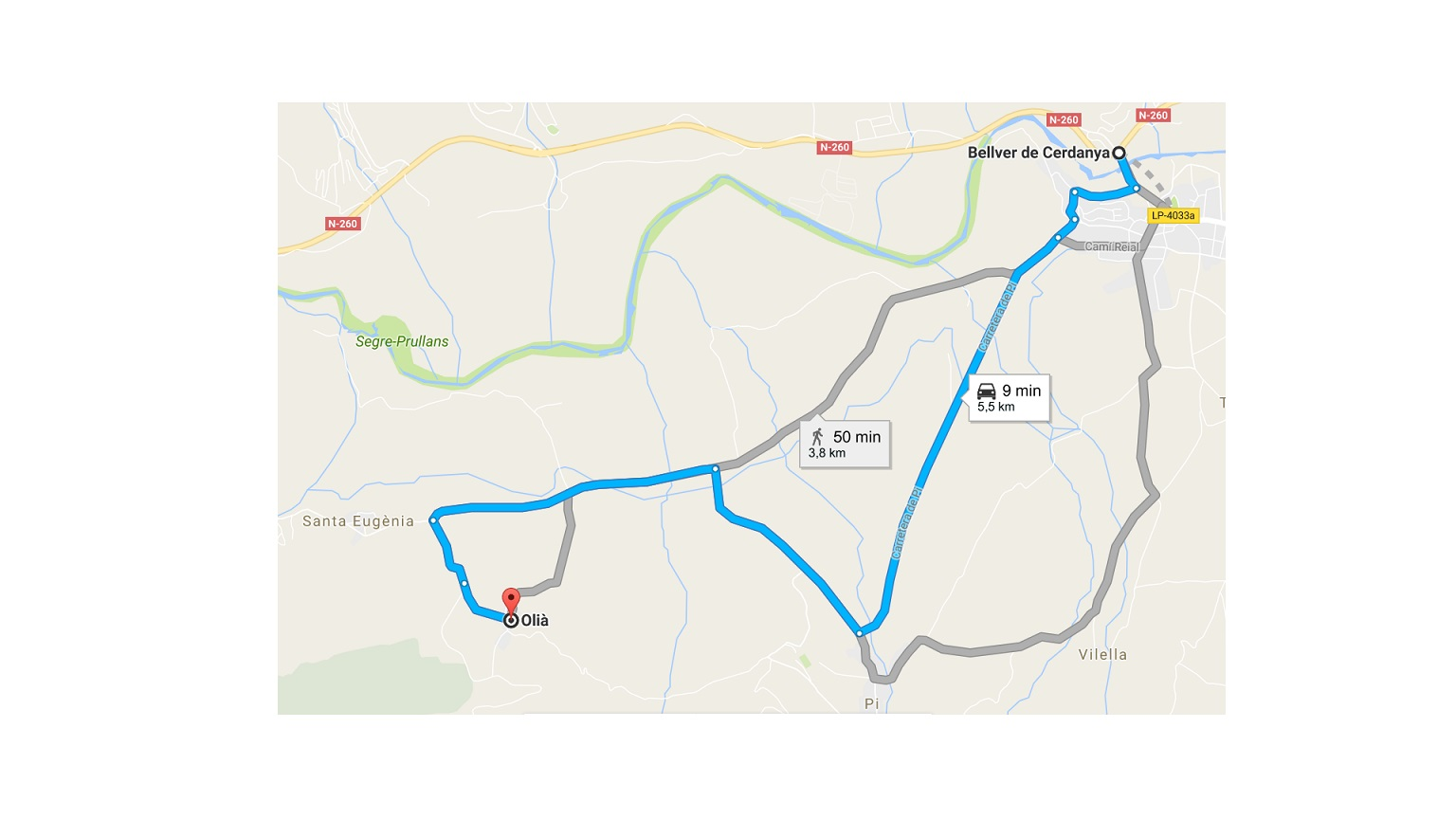
Com arribar a Olià des de Bellver de Cerdanya

## Demografia
Si agafem les dades històriques, l'any 1991, segons l'IDESCAT, al poble hi havia un total de 13 habitants dels quals 7 eren homes i 6 eren dones. Posteriorment, l'any 1996, segons la mateixa font, el poble ja havia perdut dos habitants situant-se així amb un total d'11 habitants, dels quals, 6 eren homes i 5 eren dones.
L'any 2019 tenia 14 habitants fixes, dels quals 8 són homes i 6 són dones. Durant l'estiu augmenta considerablement la població, a causa de les segones residencies.
Si observem l'evolució demogràfica del poble veiem que durant els anys 2000-2002 hi ha una forta davallada de població. Això és degut al fet que van marxar tres famílies senceres, de tres cases tradicionals diferents i es van traslladar al municipi de Bellver.

| 1970 | 1980 | 1990 | 1992 | 1994 | 1996 | 1998 | 2000 | 2002 | 2004 | 2006 | 2008 | 2010 | 2012 | 2014 | 2016 | 2018 | 2020 |
| ---- | ---- | ---- | ---- | ---- | ---- | ---- | ---- | ---- | ---- | ---- | ---- | ---- | ---- | ---- | ---- | ---- | ---- |
| 19   | 18   | 13   | 13   | 13   | 11   | 12   | 6    | 6    | 8    | 9    | 10   | 10   | 11   | 13   | 13   | 14   | -    |

## Economia
L'economia de la comarca es basa en el turisme i els serveis a l'hivern i a l'estiu, cal destacar que durant la resta de l'any hi ha molt pocs residents. En temporada turística; a l'hivern triomfen els esports relacionats amb la neu i a l'estiu la bellesa dels seus paratges i les rutes que s'hi poden fer, permeten desenvolupar el turisme rural. Tot això fa que hi hagi moltes segones residencies.
Tradicionalment l'agricultura sempre ha sigut predominants a l'economia cerdana amb cultius com els cereals, els farratges i l'aprofitament dels boscos; també hom podia admirar els seus prats, sempre ben cuidats amb presència de pastures dels ramats i la producció lletera. Finalment la indústria resta poc desenvolupada però cal destacar el sector de l'alimentació, la fusta i el tabac.
I, concretament a la zona d'Olià, antigament els pagesos del poble es dedicaven principalment a l'agricultura i la ramaderia. Vivien de la producció de llet de les vaques o també, dels ramats d'ovelles. L'economia de la zona se sostenia bàsicament en l'agricultura i la ramaderia i actualment encara queden alguns pagesos.
Avui dia, ja és molt més difícil subsistir dedicant-se a aquest ofici tanmateix encara molt pagesos és resignen a abandonar el seu ofici. Ara bé, la manca de pagesos joves, fa preveure que algun dia no quedarà cap pagès al Pirineu, és més, són pocs els que queden ara.

### Cooperativa Lletera del Cadí
Evidentment, arreu del Pirineu, cal destacar la producció de la llet de vaques, principalment. Tant a la comarca de l'Alt Urgell com la Cerdanya tots els pagesos venen la llet a aquesta cooperativa. De fet, gràcies a això molt poden subsistir. La Cooperativa del Cadí ha tingut, té i tindrà un paper sempre destacat al Pirineu Català. De fet, amb els seus 100 anys d'història (des de 1915) la converteix en una de les primeres de Catalunya. Destaca l'aportació diària dels ramaders, gairebé 190.000 litres de llet, el que permet elaborar 70 milions de litres anuals. Cal assenyalar que un dels seus trets diferencials es troba en què la llet es recull al ramader diàriament i en un temps molt breu entra en condicions òptimes al circuit de fabricació. Tot el procediment, que combina tradició i tecnologia, li ha permès aconseguir una sèrie de distincions que en certifiquen la qualitat. Així, els productes de Cadí tenen la marca Q de qualitat alimentària de la Generalitat o la distinció de Denominació d'Origen Protegida (DOP), en el cas de la mantega Cadí i el formatge Urgèlia. Té gran importància el paper de l'exportació ja representa uns 35% de la producció de formatge, sobretot cap a França.

### Antigues mines
Prop del nucli hi afloren uns lignits miocènics que presenten mineralitzacions ferruginoses, amb presencia de pirita, goethia, calcita i melanterita. Coordenades de l'antiga mina: (1047, 3/874, 8).
Actualment aquestes mines estan fora de funcionament, com la majoria de mines de la comarca i Catalunya, però no fa encara cent anys, les mines funcionaven a ple rendiment. Molt veïns del poble d'Olià i propers hi treballaven. Com que era una feina dura i perillosa, gran quantitat de veïns morien a molt curta edat a causa de malalties respiratòries. Se sap que les mines eren funcionals entre finals de 1890 i principis de segle xx.

### Turisme rural
Una altra activitat econòmica important a la zona és el sector turístic. De fet, dues cases tradicionals s'han remodelat i transformat en cases pel sector de turisme rural. Parlem de Cal Cardina i Cal Bonet (veure Cases Tradicionals).

## Govern Municipal (Bellver de Cerdanya)
Olià és una entitat de població depenent del municipi de Bellver de Cerdanya. La seva batllia és a Bellver de Cerdanya a la Plaça Major, 12; a la part superior, al Barri Antic.

### Resultats de les eleccions municipals de 2015 a Bellver
A les eleccions municipals de 2019 a Bellver de Cerdanya va guanyar amb majoria absoluta, 6 dels 9 regidors, la candidatura d'En-Cerd (Endavant Cerdanya). En segon lloc quedà el grup de Junts per Bellver amb 2 regidors i en darrera posició, ERC, que restà amb 1 regidor. Des de les eleccions municipals 2019 i fins a les eleccions municipals del maig de 2023, el batlle del municipi és Francesc Xavier Porta Pous que des de 2007 es batlle del municipi cerdà.
Per percentatge de vot el grup d'Endavant Cerdanya s'endugué el 59,74% de vot (6 regidors). El segon grup, Junts per Bellver s'endugué el 18,82% de vot (2 regidors) i ERC el 18,16% (1 regidor).

## Cultura

### Fires, mercats i festes
Olià, Nas i Santa Eugènia de Nerellà celebren la festa major conjuntament el tercer diumenge d'octubre. Fa molts anys es feia un ball de festa major a la Plaça d'Olià que posteriorment, va ser traslladat a l'Estudi on els seus habitants es reunien per celebrar el ball de tarda i el ball de nit, i actualment ha desaparegut a causa del despoblament.
Olià, en ser un poble, no té mercat. El mercat més proper és el de Bellver de Cerdanya:
- El Mercat tradicional té lloc cada dijous a Bellver de Cerdanya al Carrer de Travy i al Carrer de les Escoles, en una plaça just a la vora de la zona verda i d'un parc molt a prop del Centre Cívic i de l'Escola de la Mare de Déu de Talló. Conté unes cinc parades.[70]

Tot i la baixa densitat de població a l'Alt Pirineu, la zona acull el 6,6% de l'activitat firal de Catalunya. Cal ressaltar les següents fires: (a Bellver de Cerdanya):
- Fira de Sant Llorenç, fira de productes alimentaris artesans del Pirineu, que se celebra a l'abril.[73][74]
- Fira d'Artesans i Oficis, ofereix demostracions d'escultura amb fusta, d'un escloper, de mobiliari exterior, de torn de fusta, de vidre bufat, teixit, retaules romànics i escultura amb fang, etc. Se celebra al mes d'agost[75][76]
- Fira Ramadera, és un concurs morfològic de raça bruna dels Pirineus, se celebra al mes d'octubre.[77][78]
- Fira Esport, consta amb un mercat d'ocasió i d'outlet al pavelló d'esports de Bellver (Poliesportiu), se celebra al mes de desembre.[79][80]

### Activitats
Una altra de les activitats que es practica sovint a la zona és la pesca recreativa de la truita del Segre, que es pot practicar a la zona de Montellà; i, per als més valents, l'aeròdrom de la Cerdanya ofereix vols amb ultralleugers o en ala delta.

#### Equitació
L'hostal de turisme rural Els Torrents ofereix a Santa Eugènia de Nerellà, prop d'Olià, tallers d'equitació adreçats a gent de totes les edats i es que hom pot gaudir d'una sortida a cavall pels boscos del Cadí-Moixeró tot admirant el seu magnífic paisatge. També és realitzaren tallers d'iniciació a les diferents disciplines eqüestres (doma, volteig i bàsquet a cavall) i sortides per la muntanya.

#### Excursions i caminades
—veure Rutes—
La vall de la Cerdanya és una vall llarga i molt ampla per la que serpenteja el riu Segre al mig de la plana. Situada a l'est dels Pirineus, s'orienta d'est a oest, i es converteix en un pas fronterer entre Catalunya, França i Andorra. Aquesta vall ens brinda diverses possibilitats d'oci esportiu, com per exemple, diverses rutes i camins entre poblets del Parc Natural del Cadí-Moixeró.

### Gastronomia
Els boscos de la comarca, les planes interiors i les hortes que voregen el riu Segre ofereixen una gran diversitat de productes. Hi predominen els derivats del porc, el nap, les patates, la mel, el mató (mel i mató), els formatges, la mantega, el bull blanc o negre, el bull de fetge, el pa de fetge, el tiró; tiró amb naps, la vedella, la carn de caça, els bolets, hortalisses, verdures, fruita dolça, cítrics i per acabar, el més rellevant; el trinxat de la Cerdanya.
Molts del aliments esmentats anteriorment són productes elaborats amb denominació d'origen de la comarca ceretana. Això genera una gastronomia rica i única. Cal destacar que la comarca té una llarga tradició de ramaderia, principalment de vaques i ovelles, que ha permès elaborar productes derivats com ara formatges que gaudeixen d'una gran qualitat.
Dels anteriors, cal destacar els següents:
- Trinxat de la Cerdanya: Per fer un bon trinxat s'ha de fer bé la picada i que les verdures siguin de temporada, car, per exemple, el millor moment per utilitzar la col és a l'hivern, que és quan està millor gràcies al fred.
- Conill amb bolets: És un plat propi de l'època dels bolets. S'utilitza molt la llenega blanca. El sofregit i la cocció lenta el converteixen en una delícia per al paladar més exigent. La carn de conill s´ha de deixar una bona estona cuinant perquè quedi ben tendra.
- Tiró amb naps: Uns dels elements més importants són els naps. El plat es compon de tiró i naps, acompanyats d'un sofregit d'alls, ceba i un bon vi blanc.[84]
- Sopes d'all: Amb pa, alls, oli i aigua bullent.
- Mató de la Cerdanya: Postres típiques de la comarca de la Cerdanya, elaborades amb llet de vaca. Són de gran tradició a la zona.

També són molt famosos els formatges i mantegues produïts a l'Alt Urgell i Cerdanya per la Cooperativa Lletera del Cadí.
Tradicionalment totes les diverses cases i masies tenien bestiar a casa. Això influïa directament a la gastronomia del poble. La dieta depenia d'aquest bestiar, la llet de les vaques, ous de les gallines, carn de conills i porcs, etc.

#### Fires gastronòmiques
A Bellver de Cerdanya, avui dia el centre de comerços s'ha traslladat a l'exterior del Barri Antic, però cada 10 d'agost se celebra a la plaça la coneguda i concorreguda Fira de Sant Llorenç, d'obradors alimentaris artesans del Pirineu. S'hi pot tastar i comprar productes alimentaris i artesanals. S'hi destaca un concurs de llonganissa de pagès. Es pot consultar la programació a la pàgina oficial.

## Tradicions

### Cases tradicionals
Les diverses cases tradicionals d'Olià segueixen l'estil de casa cerdà que, a la vegada, segueix l'estil de masia catalana. Una masia cerdana està formada per una casa principal (vivenda) una nau secundària de una o dues plantes, on guardar-hi les bales de palla (part superior) i tenir-hi el bestiar a casa (part inferior), també pot haver-hi més edificis addicionals per a mateixos usos. També hi ha una era central, que pot ésser asfaltada, de terra o bé d'herba, aquesta pot ésser rodejada per petites cambres que podien servir per guardar eines o quelcom que el pagès decidís. També hi han cambres destinades a gallines, conills, etc, que queden dintre de gàbies. Les cases solen ésser tancades (rodejades per murs) però en qualsevol cas, mai són obertes, ja que intenten preservar la intimitat.
Si observem la fotografia —Olià antigament— podem observar l'estil de les masies o cases de pagès del poble. Observant com, una mateixa masia, pot contenir múltiples edificis. També observem que totes les cases són de pedra i les més antigues estan fetes amb fang de construcció. A les finestres observem els porticons típics de la Cerdanya.
Si observem el mapa de la dreta —Cases d'Olià— podem observar la estructura tradicional i original de les cases del poble que s'estableixen al voltant de la plaça d'Olià, essent aquest emplaçament, el centre únic del terme.
Antigament i actualment per algunes, és format per les següents cases tradicionals: (normal encara existeixen, cursiva amb asterisc ja no hi són)
- Cal Vicenç
- Cal Pardallà
- Cal Capdevila
- Cal Xerill
- Cal Bonet
- Casa sense nom actualment (antic Cal Fuster)
- Cal Lluís (antic Cal Garrabó)
- Cal Cardina
- Cal Fuster (*)
- Cal Garrabó (*)
- Cal Salvador (*) [b]
- Cal Viola (*) [c]

#### Cal Vicenç
D'aquestes cases, l'única habitada i que conserva la seva forma original és Cal Vicenç. La resta de cases o bé han estat restaurades o bé s'han convertit en segones residencies. Ressalta també, no només, per ser una de les cases més antigues del poble sinó també pel seu estil. Estil fidel a la clàssica i tradicional masia cerdana. Aquesta masia és datada del segle xix.

#### Cal Pardallà
Cal Pardallà és una casa tradicional cerdana datada del segle xix. Ressalta el seu portal de fusta vorejat per un arc de pedra d'estil popular ceretà de l'any 1904.

#### Cal Xerill
Cal Xerill és una casa tradicional cerdana datada del segle xix avui amb ús turístic. Ressalta el seu portal de fusta vorejat per un arc de pedra d'estil popular ceretà de l'any 1868.

#### Cal Capdevila
Cal Capdevila és una casa tradicional cerdana.

#### Cal Bonet
Cal Bonet es una l'antiga casa ceretana, ara casa rural, que conserva la seva estructura original i que ha estat completament rehabilitada al voltant de la casa principal. Consta d'una era o pati central, una vivenda principal amb 8 habitacions equipades amb el seu bany, un ampli menjador, una cuina, sala d'estar, llar de foc, i recepció.

#### Cal Cardina
Cal ressaltar una antiga masia, ara restaurada, situada al sud-oest del terme, just després de la Font d'Olià que queda separada del nucli pel sud. Ara aquesta antiga masia és un allotjament de segona residència. Està envoltada de camps i amb molta privacitat, aquesta masia catalogada del segle xix, té aproximadament 400 m2 i un terreny de 1.800 m². És troba en un dels paratges més bonics del Pirineu català i de la Cerdanya. Està en un entorn únic i completament privat, dins el Parc Natural Cadí-Moixeró, allunyada d'urbanitzacions, ideal per desconnectar. Està situada a 3 minuts de la població de Bellver de Cerdanya i a uns 10 minuts del Túnel del Cadí.

#### Cal Manxot
Als afores del nucli veí de Santa Eugènia de Nerellà, hi ha situada la masia de Cal Manxot. Posicionada a mig camí de Sant Martí dels Castells i Santa Eugènia de Nerellà està catalogada a l'Inventari del Patrimoni Arquitectònic de Catalunya. El mas de Cal Manxot es un conjunt d'edificacions constituït per l'habitatge i la resta de dependències dedicades als serveis agrícoles i ramaders. L'edifici principal és una àmplia torre quadrangular, en el centre del conjunt de planta baixa i tres pisos, adossades al qual es troben les altres dependències. Conté la capella de la Mare de Déu del Roser i es troba en ruïnes, de la que només resten dues parets i el petit campanar d'espadanya.[1][2]

### Pobles germans
Olià, Nas i Santa Eugènia de Nerellà, són pobles germans. Santa Eugènia té una Església i un cementiri annex a l'església. Olià tenia un col·legi anomenat l'Estudi i antigament Nas tenia una petita església anomenada Església de Sant Nazarí que avui dia no existeix. Aquests tres pobles germans celebren conjuntament la seva festa major el tercer diumenge d'octubre.

### Benedicció dels cavalls dels Genets de Cerdanya per Sant Antoni
El 17 de gener de 2008 seguint la tradicional benedicció que es fa el dia de Sant Antoni, al nucli d'Olià, van venir genets de tota la Cerdanya perquè els seus cavalls fossin beneïts. En total més de quaranta cavalls van ser beneïts. Posteriorment es va organitzar una escudellada a la qual hi van assistir més de 150 persones.

## Llocs d'Interès

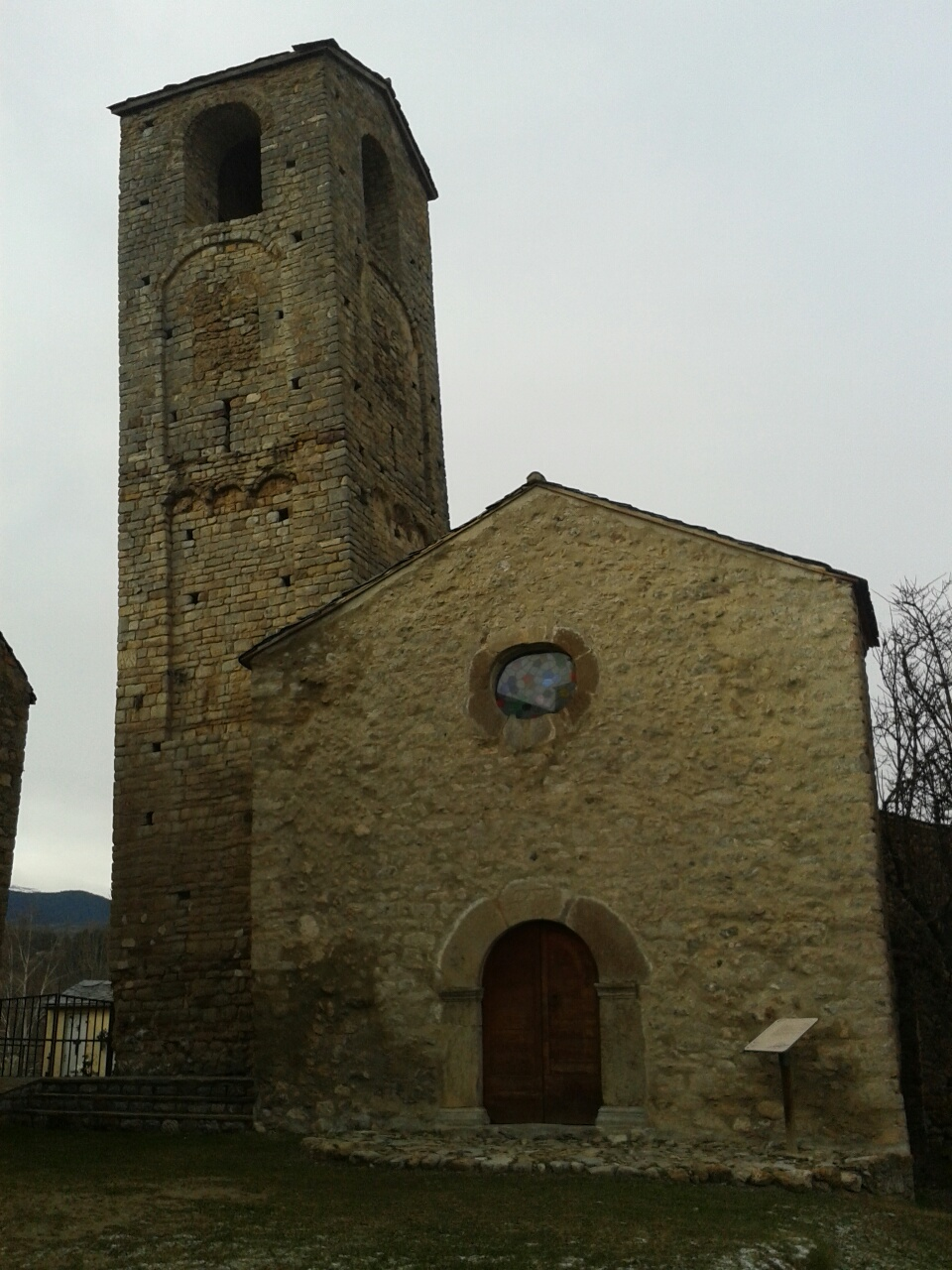
Església de Santa Eugènia de Nerellà

### Església de Santa Eugènia de Nerellà
Com que Olià no té ni ha tingut mai església, la gent del poble depèn de l'Església de Santa Eugènia, on també hi tenen el seu cementiri. Actualment, els tres pobles celebren cada any una missa el primer diumenge d'agost, coincidint amb la màxima afluència de gent de les segones residencies.
Es tracta d'una església romànica, situada a Santa Eugènia, del segle xii declarada bé cultural d'interès nacional que ja se citada com església per primer cop el 1003 com Sancta Eugenia qui est in Neriniano. En destaca el seu campanar que està fortament inclinat cap a sud-est amb 1,20 m de desplom per una alçada de 18,50 m. Per aquesta característica se'l coneix com la torre de Pisa de la Cerdanya.

### Els Torrents
Molt a prop d'Olià es troba la masia Els Torrents, una antiga casa de pagès de l'any 1883, totalment reformada i envoltada de natura i tranquil·litat. Està situada al poble veí de Santa Eugènia de Nerellà.
És compon per:
- Hotel Rural: Set habitacions amb una capacitat de 55 persones, amb terrassa exterior.
  - Restaurant de cuina tradicional.
- Hípica els Torrents on s'ensenya equitació i s'ofereixen sortides a cavall per la vall i les muntanyes del Parc Natural del Cadí-Moixeró.[96]

El 24 d'agost de 2017 va ésser visitat pel programa de TV3; Joc de Cartes. Després de competir amb d'altres restaurant van acabar guanyant el prestigiós programa premiat amb 5000 euros i el títol de Millor restaurant a la fresca de la Cerdanya.

### Cal Trisca
Casa d'allotjament rural, típica casa ceretana de pedra, amb porxada, era i teulada vermella. Situada en un pla assolellat, al petit poble de Nas, té un mirador privilegiat de la plana de la Cerdanya, la Serra del Cadí i el conjunt de cims que tanquen la comarca pel nord.
És famosa per a tenir els millors recorreguts de la Cerdanya, la major part són circulars per no repetir i aportar un valor afegit. La tranquil·litat, la comoditat, el bon menjar i la bona situació de la casa rural la fan el lloc ideal de sortida i arribada d'excursions.

### Mirador de Nas
El Mirador de Nas és un mirador situat al terme de Nas municipi de Bellver de Cerdanya. És troba a 1225 m d'alçada, a l'entrada de poble Nas, al marge dret de la carretera de Nas, des del qual s'aprecien unes increïbles vistes de la plana de la Cerdanya, la Serra del Cadí i el conjunt de cims que tanquen la comarca pel nord. Es catalogat com un dels millors i més extraordinaris miradors de la comarca.

### Estacions d'esquí

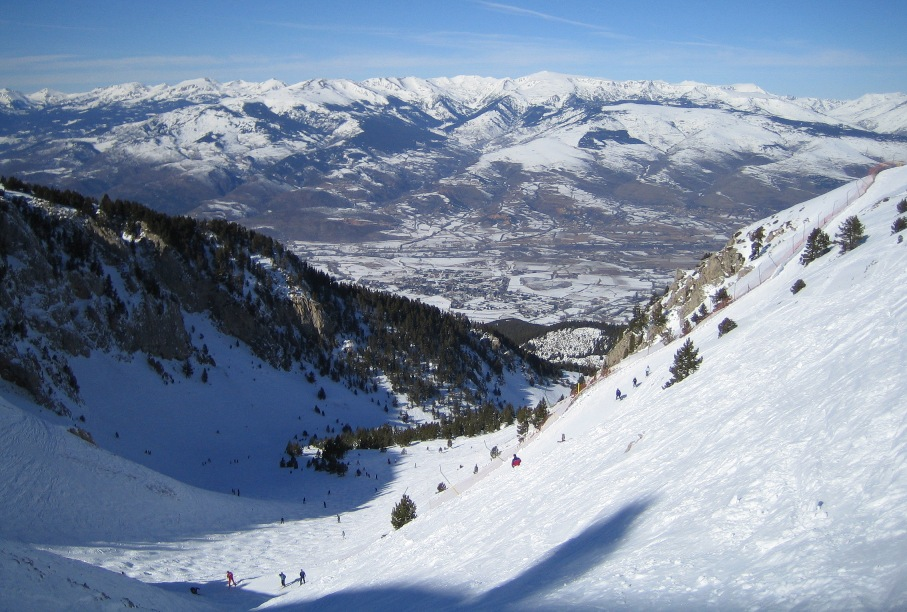
Estació d'esquí de La Masella

La Cerdanya és una comarca pirenaica molt marcada pels esports de neu. L'orografia de la zona i les possibilitats que ofereix la converteixen en el territori escollit per molta gent per poder practicar-los.
Estacions d'esquí alpí:
- Alp, Estació d'esquí de La Masella.[101]
- Alp, Estació d'esquí de La Molina.[102]

Estacions d'esquí nòrdic:
- Arànser, Estació d'esquí d'Aransa.[103]
- Lles de Cerdanya, Estació d'esquí de Lles, amb el Refugi del Pradell i Refugi Cap del Rec.[104]
- Guils de Cerdanya, Estació d'esquí Guils-Fontanera.[105]

## Llocs històrics

### Roc Pedró

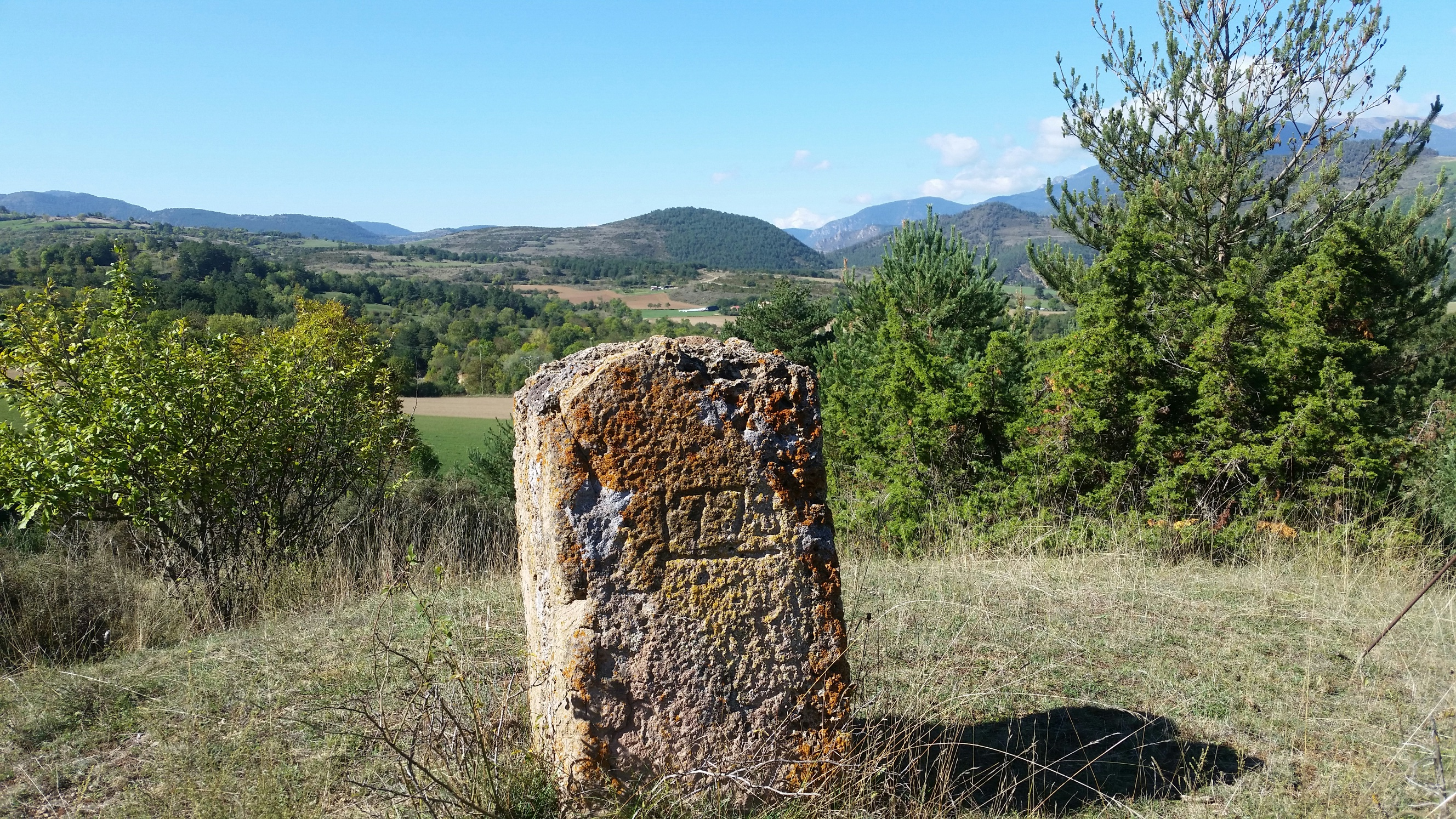
Roc Pedró (Bosc del Pla d'Esconsa)

El Roc Pedró és una antiga roca simbòlica situada entre els pobles d'Olià i Santa Eugènia de Nerellà. Aquest roc està situat al capdamunt d'un turonet dintre el Bosc del Pla d'Esconsa., des del qual es poden apreciar unes vistes del municipi de Bellver de Cerdanya i del campanar de l'Església de Santa Eugènia de Nerellà. Aquest roc està datat del 1779, com indica la seva inscripció.

### Font d'Olià
La Font d'Olià és una font de pedra històrica del nucli d'Olià, a l'antic camí de Santa Eugènia, adjacent al Carrer del Pedró.
Antigament contenia un safareig on els veïns i les veïnes hi rentaven la roba. A la vora d'aquest safareig hi havien quatre piques de diferents mides, on també, hi portaven el bestiar a beure. Aquest conjunt també contenia una font d'on sortia aigua fresca i natural provinent de la muntanya. Més tard, la Batllia de Bellver de Cerdanya va treure el safareig pel seu propi interès desfent així la font.
Actualment, d'aquesta font ja no hi surt aigua puix que està totalment abandonada i les herbes la cobreixen. Avui dia però, encara s'aprecien dues piques de pedra, a peu de terra i darrere un mur de pedra. A vegades la quantitat de herbes que la rodegen fan que passi inadvertida. Tot i ésser una font històrica d'un valor incalculable no gaudeix de cap tipus de senyalització ni reconeixement.

## Rutes
Són diverses les rutes que travessen Olià, però cal ressaltar la Ruta dels Segadors que, provinent de Nas, travessa el poble i continua cap a Pi.

A l'estiu es poden practicar tota mena de rutes de senderisme, en bicicleta o, fins i tot, a cavall. El ventall de propostes és ben ampli: seguir la Ruta dels Segadors al Parc del Cadí-Moixeró, fer alguna excursió a les fonts de Basses de Pallaret i la Vall a Bolvir, pujar al Coll de Pal o a la Tossa d'Alp o endinsar-se pel camí de Sant Marc i el dels Enamorats a Puigcerdà. A més a més en destaca la Ruta Pirenaica de les tres nacions, una marxa cicloturista que acaba amb una arrosada que se celebra a Puigcerdà.

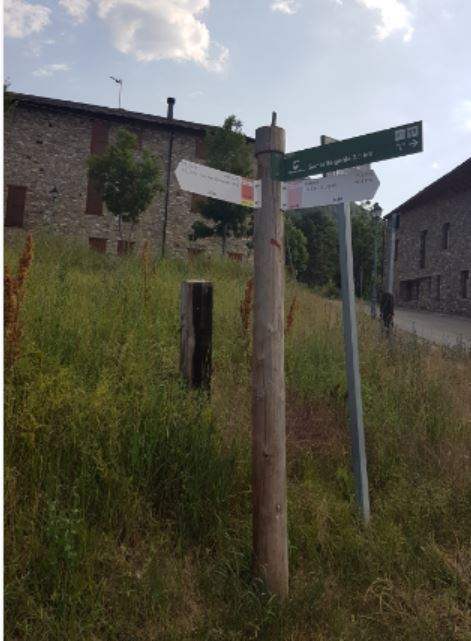
Ruta GR-150 al seu pas per Olià

### GR-150
La Ruta GR-150 és una travessa composta per 9 etapes.

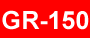
Senyal Indicatiu

Es tracta d'un itinerari que abans utilitzaven, a més de segadors, traginers, sometents, bandolers, músics i contrabandistes. El trajecte també el va recórrer, l'any 1906 el pintor Pablo Picasso, durant la seva estada a Gósol. Aquesta ruta històrica, avui senyalitzada, es pot fer en unes set o vuit hores, travessant la Serra del Cadí. Durant l'itinerari es descobreix l'inigualable paisatge i la fauna pirinenca del Parc Natural del Cadí-Moixeró. El recorregut es pot fer a l'hivern utilitzant esquís o raquetes. També hi ha l'opció de realitzar la Ruta dels Segadors en dos dies, ja que el refugi Cèsar August Torras permet pernoctar i reprendre el camí l'endemà.

#### Etapa 6
L'Etapa 6 de la Ruta GR-150 és una etapa que travessa únicament la comarca de la Cerdanya.
Comença a Estana i acaba al municipi de Bellver de Cerdanya passant pels pobles d'Estana, Montellà, Santa Eugènia de Nerellà, Olià, Pi i finalment Bellver de Cerdanya. Té una distància total de 19,16 quilòmetres. L'altitud màxima que s'assoleix a la ruta és de 1507 m. En aquesta etapa és poden veure meravellosos paisatges i es pot visitar el Santuari de Bastanist o l'Església de Santa Eugènia entre d'altres.

### PR-C 124
Sender lineal que va de Saldes a Olià, enllaçant el Berguedà amb la Cerdanya, travessant la Serra del Cadí pel Pas dels Gosolans. Aquesta ruta no presenta cap dificultat tècnica, excepte en el cas que hi hagi gel.
Forma part del Camí dels Segadors —de Gósol a Bellver de Cerdanya— i del Camí Picasso —de Guardiola de Berguedà a Bellver de Cerdanya—, també coincideix amb el PR-C 127 des de prop del Refugi Estasen fins al Collell, es creua amb el GR 150-1 a dalt el Pas dels Gosolans i a punt d'arribar a Olià es troba amb el GR-150.

## Esdeveniments
- Festa Major d'Olià, Nas i Santa Eugènia, tercer diumenge d'octubre.[68][69]
- Revetlla de Sant Joan, fogueres a Olià, nit entre el 23 i 24 de juny.
- Temporada de bolets, boscos vora Olià.
- Celebració de Cap d'any.
- Fira de Sant Llorenç, Bellver de Cerdanya, abril.[73][74]
- Fira d'Artesans i Oficis, Bellver de Cerdanya, agost.[75][76]
- Fira Ramadera, Bellver de Cerdanya, octubre.[77][78]
- Fira d'Esport, Bellver de Cerdanya, desembre.[79][80]